# Liste der Biografien/Haus
Liste der Biografien |
Portal Biografien |
Personensuche
# |
A |
B |
C |
D |
E |
F |
G |
H |
I |
J |
K |
L |
M |
N |
O |
P |
Q |
R |
S |
T |
U |
V |
W |
X |
Y |
Z |
?
 
Ha |
Hd |
He |
Hi |
Hj |
Hk |
Hl |
Hm |
Hn |
Ho |
Hr |
Hs |
Ht |
Hu |
Hv |
Hw |
Hy
 
Haa |
Hab |
Hac |
Had |
Hae–Haf |
Hag |
Hah |
Hai |
Haj |
Hak |
Hal |
Ham |
Han |
Hao |
Hap |
Haq |
Har |
Has |
Hat |
Hau |
Hav |
Haw |
Hax |
Hay |
Haz
 
Haua |
Haub |
Hauc |
Haud |
Haue |
Hauf |
Haug |
Hauk |
Haul |
Haum |
Haun |
Hauo |
Haup |
Haur |
Haus |
Haut |
Hauv |
Hauw |
Haux |
Hauy |
Hauz
Die Liste der Biografien führt alle Personen auf, die in der deutschsprachigen Wikipedia einen Artikel haben. Dieses ist eine Teilliste mit 753 Einträgen von Personen, deren Namen mit den Buchstaben „Haus“ beginnt.

## Haus
- Haus, Adam (1836–1895), deutscher Geistlicher und Politiker (Zentrum), MdR
- Haus, Anton (1851–1917), österreich-ungarischer GroßadmiralAnton Haus (1851–1917)

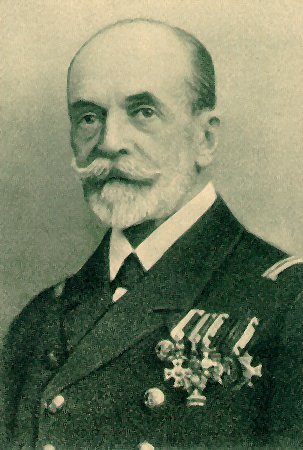
Anton Haus (1851–1917)

- Haus, Doris (1807–1870), deutsche Opernsängerin (Sopran) und Gesangspädagogin
- Haus, Friedrich Ludwig Wilken von (1686–1746), deutscher Landdrost und Konsistorialrat
- Haus, Georg, deutscher Vereins- und Verbandsfunktionär
- Haus, Georg (1895–1945), deutscher Offizier, zuletzt Generalleutnant im Zweiten Weltkrieg
- Haus, Heinz-Uwe (* 1942), deutscher Schauspieler, Theaterregisseur, Buchautor und Universitätsprofessor
- Haus, Hendrik Manfried (1803–1843), niederländischer Maler
- Haus, Hermann A. (1925–2003), US-amerikanischer Physiker
- Haus, Jakob Josef von (1748–1833), deutscher Jurist und Hochschullehrer
- Haus, Johann Baptist (1672–1745), Schweizer römisch-katholischer Geistlicher und Weihbischof in Basel
- Haus, Johann Christoph (1652–1725), Schweizer römisch-katholischer Geistlicher und Weihbischof in Basel
- Haus, Karl (1900–1967), deutscher Bank- und Versicherungsmanager
- Haus, Karl (1928–2018), deutscher Musikwissenschaftler und Komponist
- Haus, Mathias (* 1963), deutscher Schlagwerker und Komponist
- Haus, Michael (* 1970), deutscher Politikwissenschaftler
- Haus, Samuel (* 1990), schwedischer Schauspieler
- Haus, Susanne (* 1972), deutsche Unternehmerin, Präsidentin der Handwerkskammer Frankfurt-Rhein-Main
- Haus, Ulrich von († 1257), Bischof von Lavant
- Haus, Wilhelm (1899–1955), deutscher Bergarbeiter und Politiker (NSDAP)
- Haus, Wolfgang (1927–2018), deutscher Politiker (SPD; MdA), Rundfunkintendant und Autor

### Hausa
- Hausamann, Hans (1897–1974), Schweizer Fotograf und Nachrichtendienst-Offizier
- Hausamen, Jarg-Erich (* 1939), deutscher Facharzt für Mund-, Kiefer- und Gesichtschirurgie
- Hausammann, Markus (* 1964), Schweizer Politiker (SVP)
- Hausammann, Monika (* 1974), Schweizer Schriftstellerin und Kolumnistin
- Hausammann, Susanne (1931–2021), evangelische Kirchenhistorikerin

### Hausb
- Hausberg, Andrea (* 1980), deutsche Surfsportlerin
- Hausberg, Arild (* 1955), norwegischer Politiker (Ap), ehemaliger Bürgermeister von Tromsø
- Hausberg, Fritz (1880–1959), deutscher liberaler Politiker (DDP, DStP, LDPD)
- Hausberg, Martin, deutscher Opernsänger (Bass)
- Hausberg, Rolf (* 1949), deutscher bildender Künstler
- Hausberger, Bernd (* 1960), österreichischer Historiker
- Hausberger, Bernhard (1955–2009), österreichischer Filmemacher
- Hausberger, Karl (1944–2024), deutscher römisch-katholischer Theologe und Hochschullehrer
- Hausberger, Maike (* 1995), deutsche Behindertensportlerin
- Hausberger, Mathias (* 1998), österreichischer Fußballspieler
- Hausberger, Sandra (* 1994), österreichische Fußballspielerin
- Hausberger, Simon (* 1975), österreichischer Fotograf
- Hausbrand, Eugen (1845–1922), deutscher Ingenieur und Unternehmer
- Hausburg, Anna (* 1989), deutsche Schauspielerin
- Hausburg, Otto (1831–1920), deutscher Landwirt, Verwaltungsdirektor und Politiker (NLP), MdR

### Hausc
- Hausch, Adolf von (1831–1900), deutscher Richter
- Hausch, Alexander Gustav (1873–1947), russischer Maler und Hochschullehrer
- Hausch, Gudrun (* 1969), deutsche Judoka
- Hausch, Simon (1874–1954), deutscher Politiker (Zentrum), MdR
- Hauschild, Alfred Moritz (1841–1929), deutscher Architekt
- Hauschild, Axel (* 1962), deutscher Fußballtorhüter
- Hauschild, Christian (1693–1759), deutscher evangelischer Theologe
- Hauschild, Ernst Innozenz (1808–1866), deutscher Lehrer, ReformpädagogeErnst Innozenz Hauschild (1808–1866)

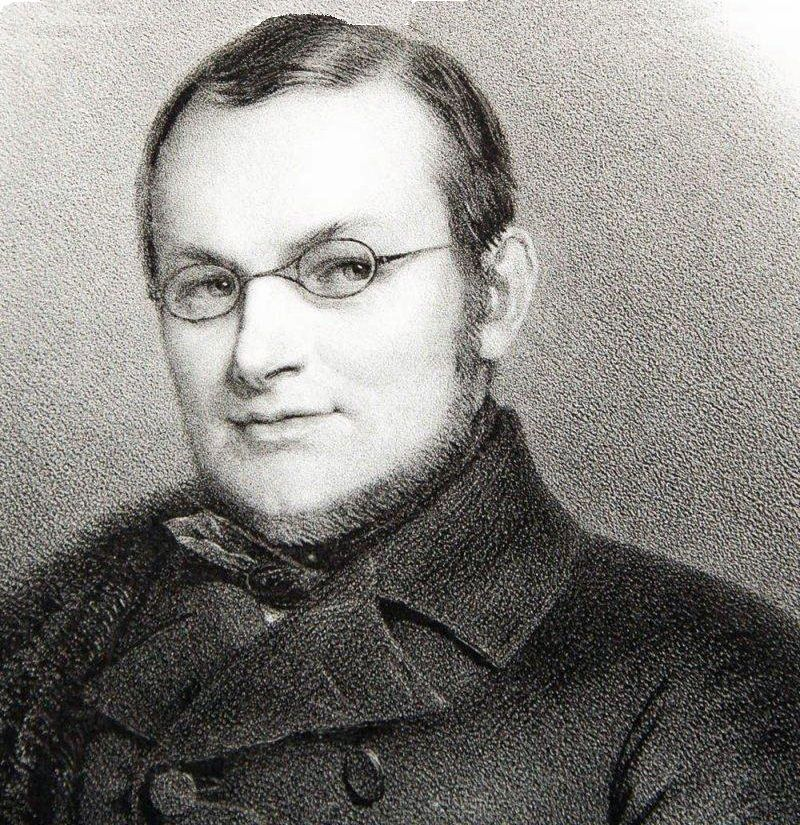
Ernst Innozenz Hauschild (1808–1866)

- Hauschild, Franz (1907–1996), deutscher Journalist und Musikwissenschaftler
- Hauschild, Fritz Kurt (1908–1974), deutscher Chemiker, Arzt und Pharmakologe
- Hauschild, Gerhard (* 1925), deutscher Gewerkschafter (FDGB) und Wirtschaftsfunktionär
- Hauschild, Hannelore (1932–2020), deutsche Politikerin (SED), MdV, FDJ- und DFD-Funktionärin
- Hauschild, Hans Peter (1954–2003), deutscher Kulturwissenschaftler, Diplom-Pädagoge und AIDS-Aktivist
- Hauschild, Heinrich Moritz (1825–1904), deutscher Verleger
- Hauschild, Herbert (1880–1928), deutscher Diplomat
- Hauschild, Herbert (1889–1968), deutscher Grafiker und Typograf
- Hauschild, Jan-Christoph (* 1955), deutscher Literaturwissenschaftler und Publizist
- Hauschild, Jörg (* 1967), deutscher Filmeditor und Komponist
- Hauschild, Leo (* 1998), deutscher Volleyball- und Beachvolleyballspieler
- Hauschild, Martina (* 1961), deutsche Volleyball- und Beachvolleyballspielerin
- Hauschild, Max (1914–1997), deutscher Stadtplaner
- Hauschild, Michael (* 1960), deutscher Brigadegeneral des Heeres der Bundeswehr
- Hauschild, Mike (* 1972), deutscher Politiker (FDP), MdL Sachsen
- Hauschild, Paige (* 1999), US-amerikanische Wasserballspielerin
- Hauschild, Reinhard (1921–2005), deutscher Offizier, Journalist und Schriftsteller
- Hauschild, Reinhard (* 1949), deutscher Politiker (CDU), Jurist
- Hauschild, Richard (1901–1972), deutscher Indologe
- Hauschild, Robert (* 1900), deutscher kommunistischer Journalist, Opfer des Stalinismus
- Hauschild, Stephanie (* 1967), deutsche Kunsthistorikerin und Sachbuchautorin
- Hauschild, Thea (1932–2001), deutsche Politikerin (SED), Volkskammerabgeordnete, Oberbürgermeisterin von Dessau
- Hauschild, Theodor (1929–2024), deutscher Bauforscher
- Hauschild, Thomas (* 1955), deutscher Ethnologe und Hochschullehrer
- Hauschild, Ulrich (* 1967), deutscher Kultur- und Musikmanager
- Hauschild, Walter (1876–1969), deutscher Bildhauer und Hochschullehrer
- Hauschild, Walter (1913–2001), deutscher Klempner, Installateur und Mitglied der Volkskammer der DDR
- Hauschild, Wilhelm (1827–1887), deutscher Historienmaler
- Hauschild, Wilhelm (1902–1983), deutscher Fotograf
- Hauschild, Wolf-Dieter (1937–2023), deutscher Dirigent, Chorleiter, Intendant, Komponist, Cembalist und Hochschullehrer
- Hauschild, Wolf-Dieter (1941–2010), deutscher Theologe
- Hauschild-Thiessen, Renate (1929–2020), deutsche Historikerin
- Hauschildt, Eberhard (* 1958), deutscher evangelischer Theologe und Hochschullehrer
- Hauschildt, Friedrich (* 1950), lutherischer Theologe
- Hauschildt, Jürgen (1936–2008), deutscher Wirtschaftswissenschaftler
- Hauschildt, Karl (1920–2009), deutscher Geistlicher und Theologe
- Hauschildt, Melissa (* 1983), australische Leichtathletin und Triathletin
- Hauschildt, Richard (1876–1934), sozialdemokratischer Journalist und Parlamentarier
- Hauschildt-Buschberger, Claudia (* 1970), österreichische Politikerin (Grüne), Mitglied des Bundesrates
- Hauschka, Christoph E. (* 1953), deutscher Jurist
- Hauschka, Ernst R. (1926–2012), deutscher Aphoristiker
- Hauschka, Johann Sebastian (1695–1775), deutscher Hofbüchsenmacher
- Hauschka, Karl (1896–1981), österreichischer Architekt
- Hauschka, Margarethe (1896–1980), deutsche Ärztin und Anthroposophin
- Hauschka, Rudolf (1891–1969), österreichischer Chemiker, Begründer des Unternehmens Wala Heilmittel GmbH
- Hauschka, Stephen (* 1985), US-amerikanischer American-Football-Spieler
- Hauschka, Vinzenz (1766–1840), böhmischer Komponist
- Hauschke, Hiltrud (* 1942), deutsche Tänzerin, Pantomimin und Schauspielerin
- Hauschner, Auguste (1850–1924), deutsche Schriftstellerin
- Hauschulz, Hans (1912–1951), deutscher Politiker (SED)

### Hausd
- Hausding, Christel (* 1949), deutsche Pädagogin, Erziehungswissenschaftlerin und Autorin
- Hausding, Patrick (* 1989), deutscher WasserspringerPatrick Hausding (* 1989)

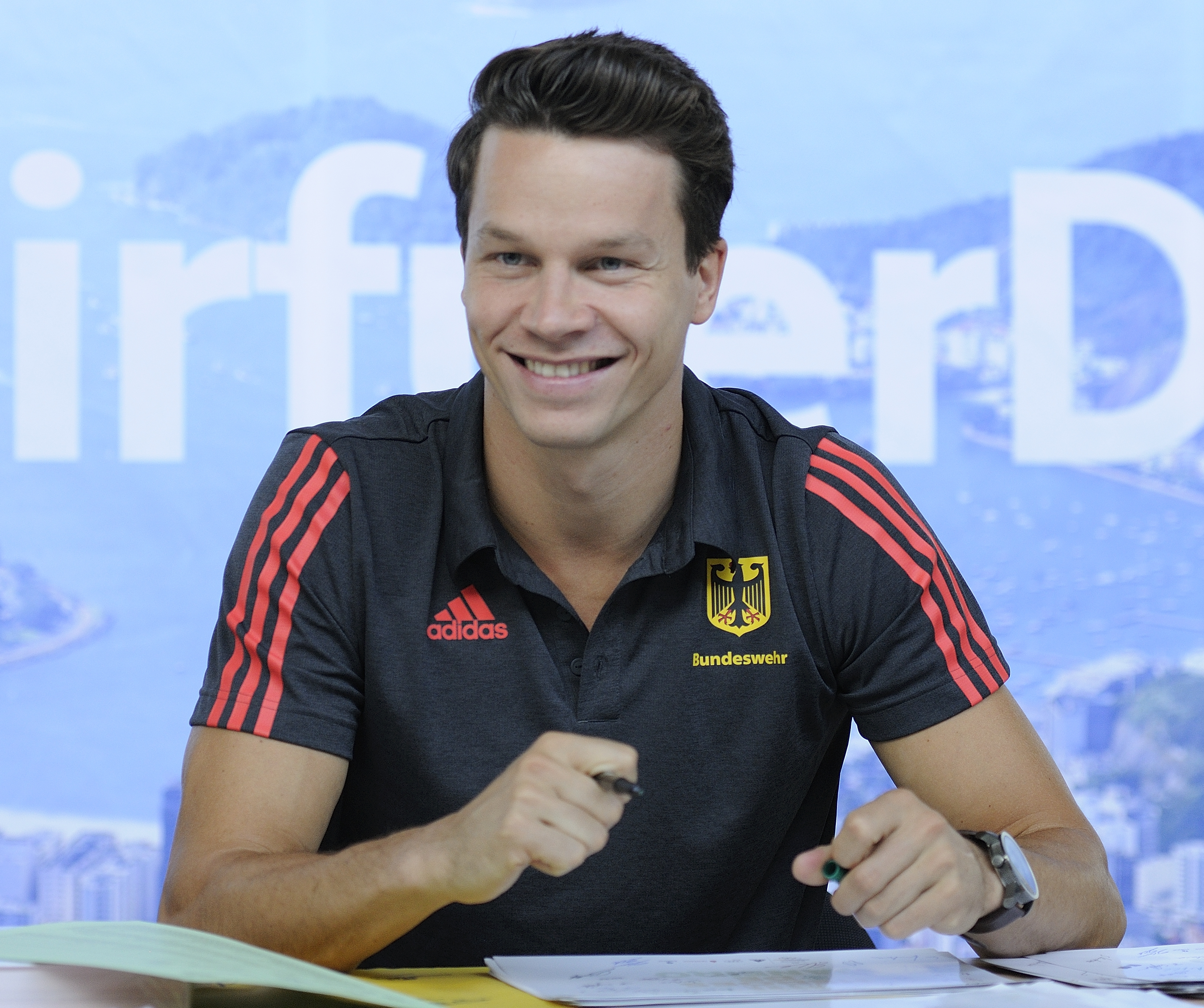
Patrick Hausding (* 1989)

- Hausdorf, Hartwig (* 1955), deutscher Autor von parawissenschaftlichen Werken
- Hausdorf, Heinz (1922–1996), deutscher Grafiker
- Hausdorf, Woldemar Salomo (1731–1779), deutscher evangelischer Theologe
- Hausdörfer, Steffen, deutscher Basketballfunktionär und -spieler
- Hausdorff, Anna (* 2000), deutsche Fußballspielerin
- Hausdorff, Felix (1868–1942), deutscher MathematikerFelix Hausdorff (1868–1942)

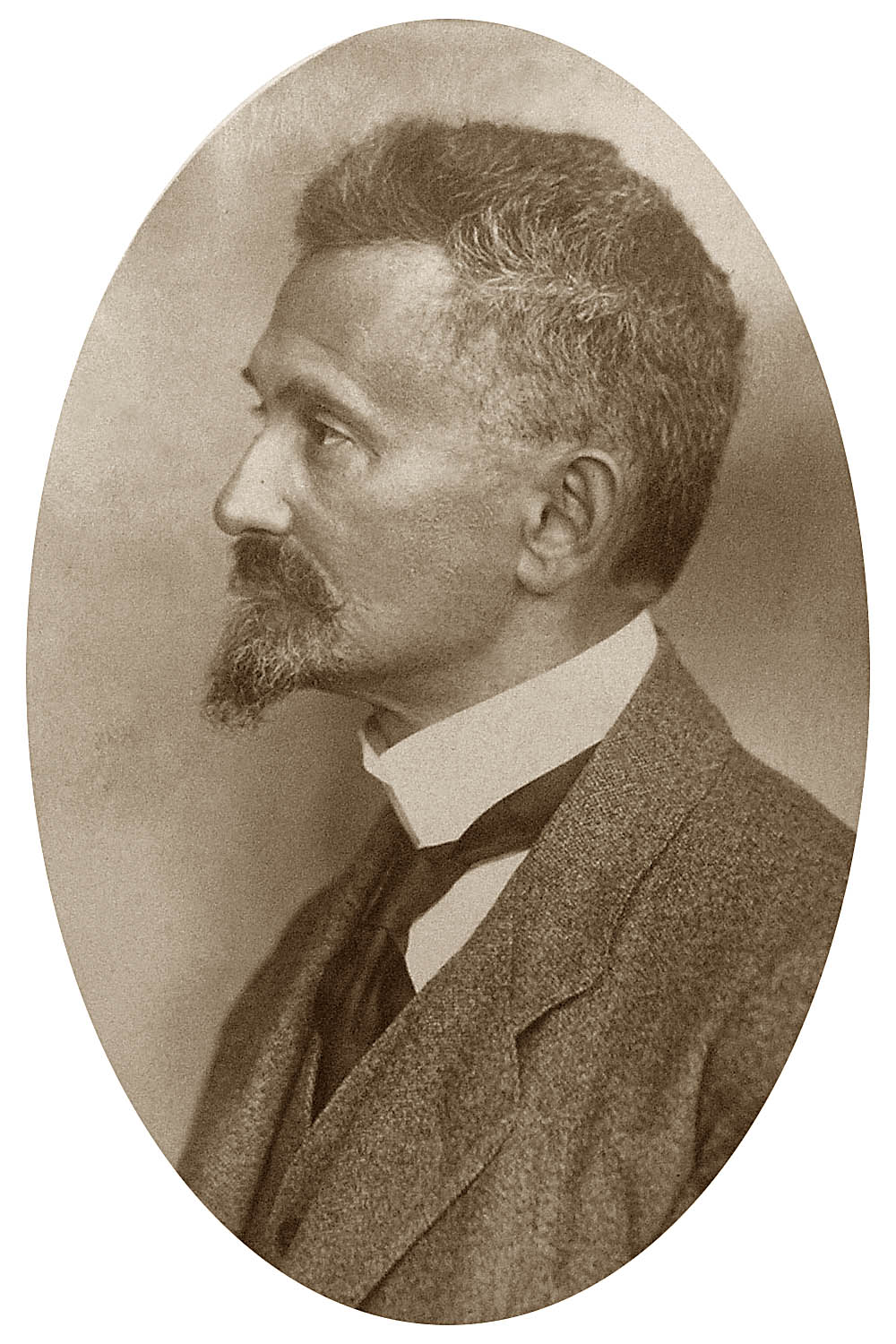
Felix Hausdorff (1868–1942)

### Hause
- Hause, Alfred (1920–2005), deutscher Violinist, Dirigent und Kapellmeister
- Hause, Dave (* 1978), US-amerikanischer Sänger
- Hause, Kortney (* 1995), englischer Fußballspieler
- Hause, Lothar (* 1955), deutscher Fußballspieler
- Hause, Paweł (* 1964), polnischer lutherischer Theologe und Bischof der Diözese Masuren
- Hause, Rudolf (1877–1961), deutscher Maler

#### Haused
- Hauseder, Marianus (* 1936), österreichischer Priester, Abt von Engelszell

#### Hauseg
- Hausegger, Friedrich von (1837–1899), österreichischer Musikwissenschaftler und Musikschriftsteller
- Hausegger, Friedrich von (1912–2000), deutscher Violinist und Musikpädagoge
- Hausegger, Siegmund von (1872–1948), österreichisch-deutscher Komponist und Dirigent

#### Hausel
- Häusel, Georg (1851–1906), Landtagsabgeordneter Großherzogtum Hessen
- Häusel, Hans-Georg (* 1951), deutscher Psychologe und Autor
- Hausel, Tamás (* 1972), ungarischer Mathematiker
- Häuselmayer, Otto (* 1943), österreichischer Architekt
- Hauselt, Carl (1828–1890), deutsch-amerikanischer Unternehmer im Lederhandel und Philanthrop

#### Hausem
- Hausemer, Georges (1957–2018), luxemburgischer Schriftsteller und Übersetzer

#### Hausen
- Hausen, Achim (* 1967), deutscher Fußballspieler
- Hausen, Arndt von (1851–1919), sächsischer Generalleutnant
- Hausen, Bernhard von (1835–1893), deutscher Politiker, MdL (Königreich Sachsen)
- Hausen, Christian August der Ältere (1663–1733), deutscher lutherischer Theologe und Historiker
- Hausen, Christian August der Jüngere (1693–1743), deutscher Mathematiker, Astronom, Mineraloge und Physiker
- Hausen, Christoph von (1951–2008), deutscher Architekt
- Hausen, Edmund (1897–1963), deutscher Kunsthistoriker
- Hausen, Erich (1900–1973), US-amerikanisch-deutscher kommunistischer Politiker (USPD, KPD) und antifaschistischer Widerstandskämpfer
- Hausen, Friedrich Wilhelm Heinrich von (1739–1818), preußischer Generalleutnant, Chef des Infanterieregiments Nr. 16
- Hausen, Hans von, württembergischer Steinmetz
- Hausen, Harald zur (1936–2023), deutscher MedizinerHarald zur Hausen (1936–2023)

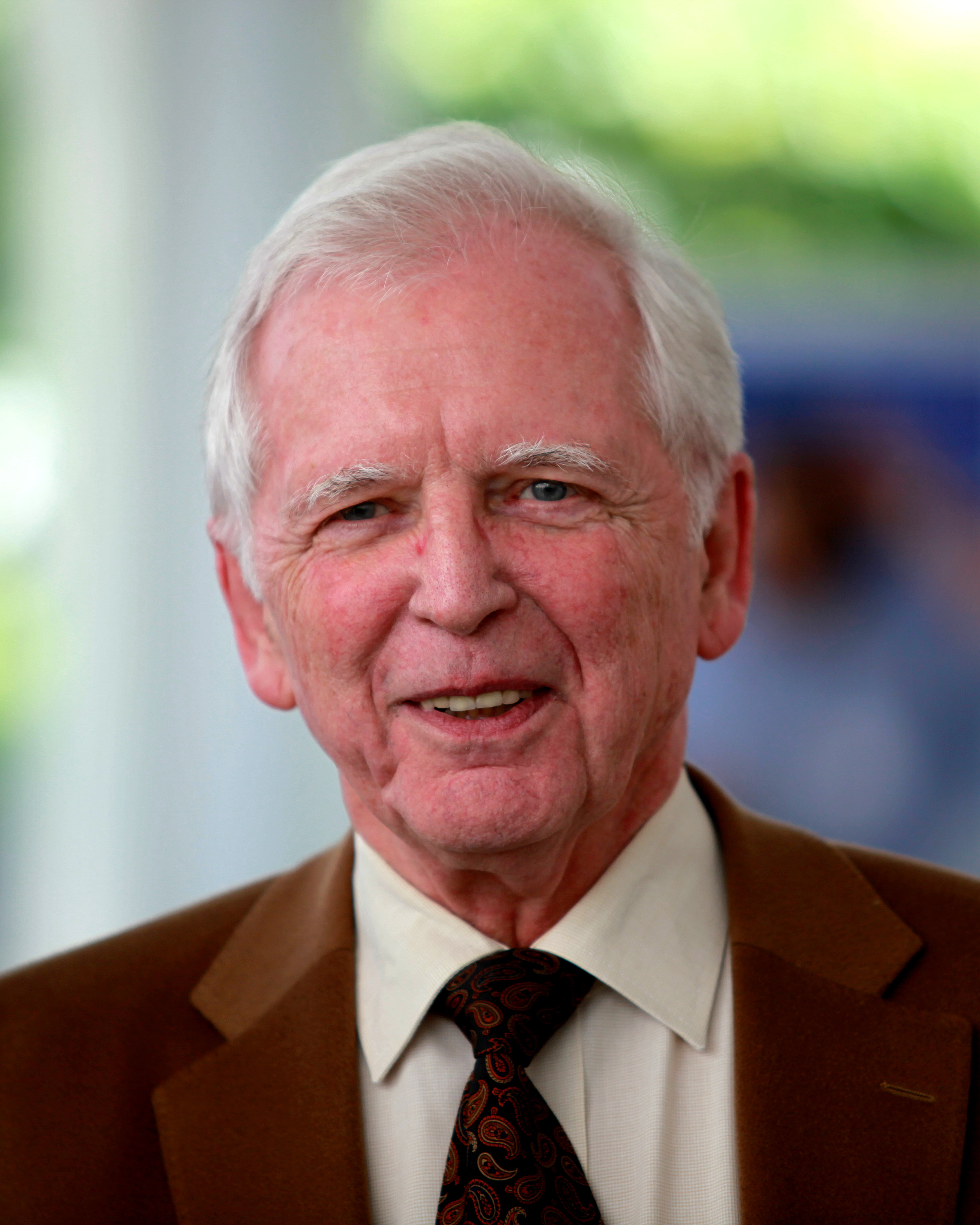
Harald zur Hausen (1936–2023)

- Hausen, Helmuth (1895–1987), deutscher Kältetechniker, Verfahrenstechniker und Hochschullehrer
- Hausen, Karin (* 1938), deutsche Historikerin
- Hausen, Karl Renatus (1740–1805), deutscher Historiker
- Hausen, Lothar von (1845–1920), sächsischer Generalleutnant
- Hausen, Ludwig von (1819–1887), sächsischer Generalleutnant
- Hausen, Markus (* 1968), deutscher Kameramann
- Hausen, Max von (1846–1922), sächsischer Generaloberst sowie Kriegsminister und Vorsitzender des Gesamtministeriums des Königreiches SachsenMax von Hausen (1846–1922)

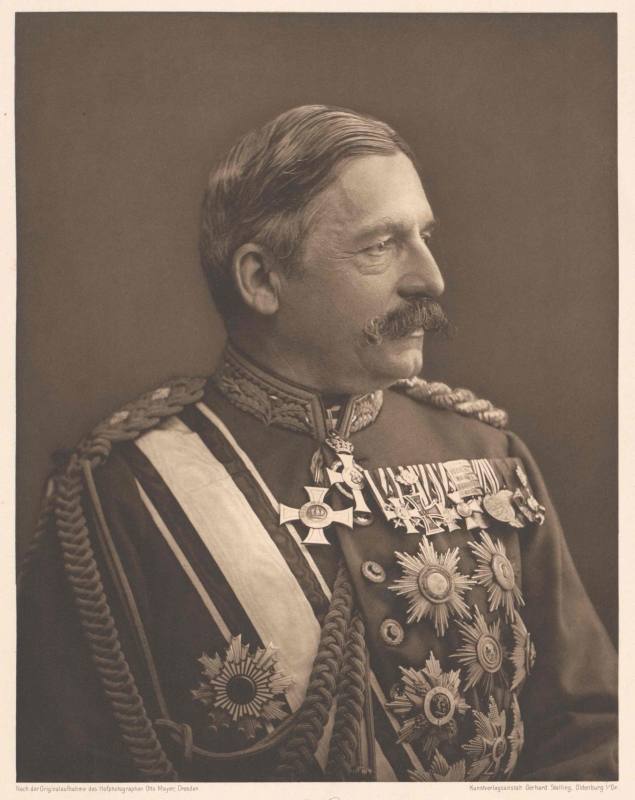
Max von Hausen (1846–1922)

- Hausen, Max von (1919–1995), deutscher Architekt und Hochschullehrer
- Hausen, Michael (* 1966), deutscher Fußballspieler
- Hausen, Peter (1935–2012), deutscher Entwicklungsbiologe
- Hausen, Wolfgang von (1553–1613), Fürstbischof von Regensburg; Fürstpropst von Ellwangen
- Hausen-Gleichenstorff, Franz Anton Josef von († 1780), Ordensgeistlicher, Fürstpropst von Berchtesgaden (1768–1780)
- Hausenberg, Hans-Christian (* 1998), estnischer Leichtathlet
- Hausenberg, Kristi (* 1989), estnische Fußballspielerin
- Hausenberg, Triinu (* 2002), estnische Nordische Kombiniererin und Skispringerin
- Hausendorff, Erhard (1888–1960), deutscher Forstwissenschaftler und preußischer Oberlandforstmeister
- Hausenstein, Wilhelm (1882–1957), deutscher Schriftsteller, Kunstkritiker, Kulturhistoriker, Publizist und DiplomatWilhelm Hausenstein (1882–1957)

Wilhelm Hausenstein (1882–1957)

#### Hauser
- Hauser, Adam (* 1980), US-amerikanischer Eishockeytorwart
- Hauser, Adolf (1811–1862), Schweizer Politiker
- Hauser, Albert (1914–2013), Schweizer Historiker
- Hauser, Alexander (* 1984), österreichischer Fußballspieler
- Hauser, Alexis (* 1947), österreichischer Dirigent
- Hauser, Alfred (1907–1981), deutscher Kommunalpolitiker
- Hauser, Alo (1930–1997), deutscher Jurist und Politiker (CDU), MdL, MdB
- Hauser, Alois der Ältere (1831–1909), deutscher Restaurator, Hofmaler und Konservator
- Häuser, André (* 1965), deutscher Fußballspieler
- Hauser, Andrea (* 1957), deutsche Kulturwissenschaftlerin, Publizistin, Dozentin und Kuratorin
- Hauser, Andreas (1770–1860), württembergischer Landtagsabgeordneter und Amtsbürgermeister in Marbach
- Hauser, Anton (1840–1913), deutscher römisch-katholischer Geistlicher
- Häuser, Armin (* 1964), deutscher Politiker (CDU)
- Hauser, Arnold (1892–1978), ungarisch-deutscher Kunsthistoriker und Kunstsoziologe
- Hauser, Arnold (1929–1988), rumänischer deutschsprachiger Schriftsteller
- Hauser, August (1895–1960), österreichischer Architekt
- Hauser, Basilius (1886–1950), deutscher römisch-katholischer Ordensmann, Missionar und Märtyrer
- Hauser, Benedikt (* 1964), deutscher Politiker (CDU), MdL
- Hauser, Berthold (1713–1762), deutscher Jesuit, Mathematiker, Philosoph und Hochschullehrer
- Hauser, Bodo H. (1946–2004), deutscher Journalist und Moderator
- Hauser, Brigitte (* 1955), österreichische Skirennläuferin
- Hauser, Bruno (1907–1965), deutscher Bildhauer
- Hauser, Carl (1865–1917), deutscher Bäcker und Politiker (Zentrum), MdR
- Hauser, Carl (1866–1956), Schweizer Militärarzt
- Hauser, Carry (1895–1985), österreichischer Maler und Dichter
- Hauser, Charles R. (1900–1970), US-amerikanischer Chemiker (Physikalische Organische Chemie)
- Hauser, Christian (* 1976), deutscher Fußballspieler
- Hauser, Christoph (* 1956), deutscher Fernsehjournalist und Historiker
- Häuser, Christoph (* 1959), deutscher Biologe
- Hauser, Cole (* 1975), US-amerikanischer SchauspielerCole Hauser (* 1975)

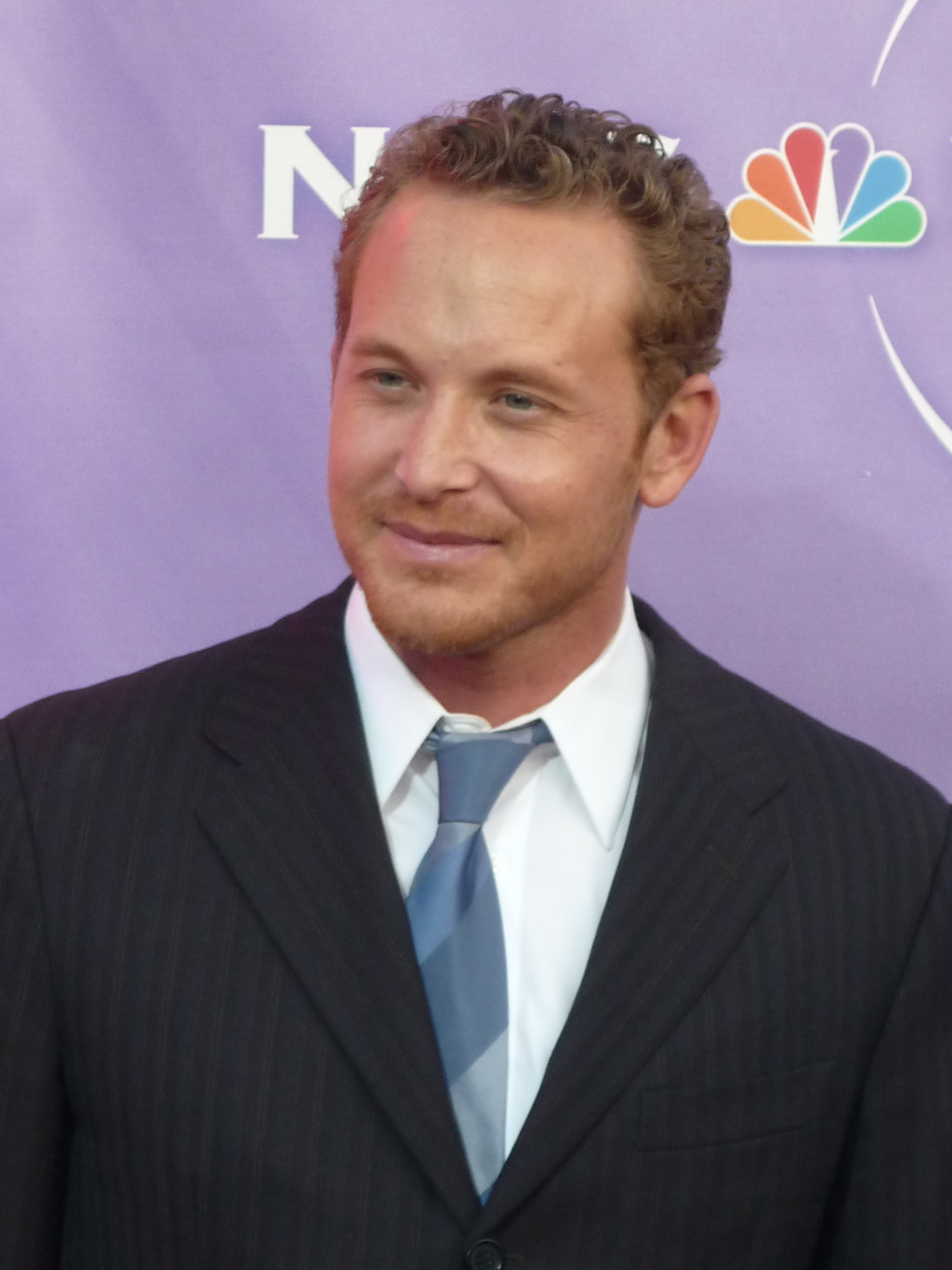
Cole Hauser (* 1975)

- Hauser, Cristina (* 1956), portugiesische Filmregisseurin und Schauspielerin
- Hauser, David (* 1989), österreichischer Eishockeyspieler
- Hauser, Dora (1877–1946), österreichische Malerin und Scherenschnittkünstlerin
- Hauser, Doris Maria (* 1992), österreichische Kabarettistin
- Hauser, Dorothea (* 1965), deutsche Historikerin und Autorin
- Hauser, Eckard (* 1940), deutscher Künstler
- Hauser, Edi (* 1948), Schweizer Skilangläufer
- Hauser, Eduard (1840–1915), österreichischer Steinmetzmeister
- Hauser, Eduard (1895–1961), deutscher Offizier, zuletzt Generalleutnant im Zweiten Weltkrieg
- Hauser, Eduard (1928–2010), deutscher Politiker (Die Republikaner), MdL
- Hauser, Edwin (1864–1949), Schweizer Politiker (SVP)
- Hauser, Emily, britische Altphilologin und Schriftstellerin
- Hauser, Erich (1930–2004), deutscher Bildhauer
- Hauser, Ernest F. (1920–1993), US-amerikanischer Manager
- Hauser, Ferdinand (1795–1868), österreichischer Politiker
- Hauser, Fiona (* 1997), österreichische Darstellerin
- Hauser, Franz (1651–1717), deutscher Bildhauer des Barock
- Hauser, Franz (1794–1870), österreichischer Opernsänger (Bass), Gesangslehrer und Musikaliensammler
- Hauser, Franz (1915–1986), Schweizer Politiker (SP)
- Häuser, Franz (* 1945), deutscher Jurist, Rektor der Universität Leipzig
- Hauser, Franz (* 1947), österreichischer Heimatforscher und Kommunalpolitiker
- Hauser, Franz Anton Xaver (1739–1819), deutscher Bildhauer und Holzschnitzer
- Hauser, Franz Xaver (1793–1838), deutscher Bildhauer
- Hauser, Franz Xaver (1924–1999), österreichischer Bildhauer
- Hauser, Franz Xaver Anton (1712–1772), deutscher Bildhauer des Rokoko
- Hauser, Franziska (* 1975), deutsche Autorin und FotografinFranziska Hauser (* 1975)

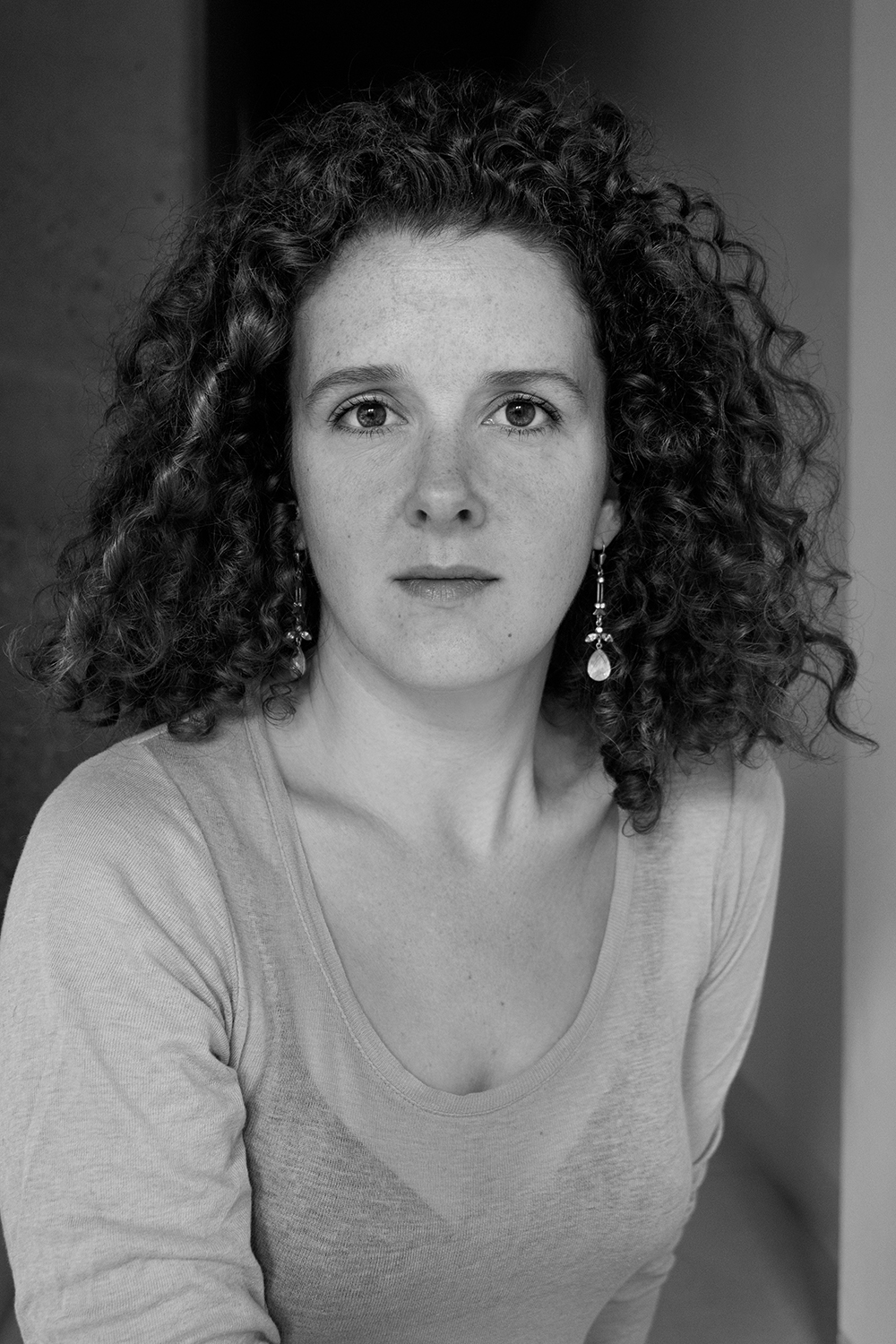
Franziska Hauser (* 1975)

- Hauser, Fridolin (1912–1987), Schweizer Politiker (CVP)
- Hauser, Friedrich (1859–1917), deutscher klassischer Archäologe
- Hauser, Friedrich (1883–1958), deutscher Physiker
- Hauser, Fritz (1884–1941), Schweizer Politiker (SP)
- Hauser, Fritz (* 1953), Schweizer Schlagzeuger und Komponist
- Hauser, Gabi (* 1958), österreichische Skirennläuferin
- Hauser, Gabriele (* 1955), deutsche Politikerin (CDU), Staatssekretärin in Sachsen
- Hauser, Georg (1946–2024), deutscher Archäologe
- Hauser, Gerald (* 1961), österreichischer Lehrer und Politiker (FPÖ), Landtagsabgeordneter, Abgeordneter zum NationalratGerald Hauser (* 1961)

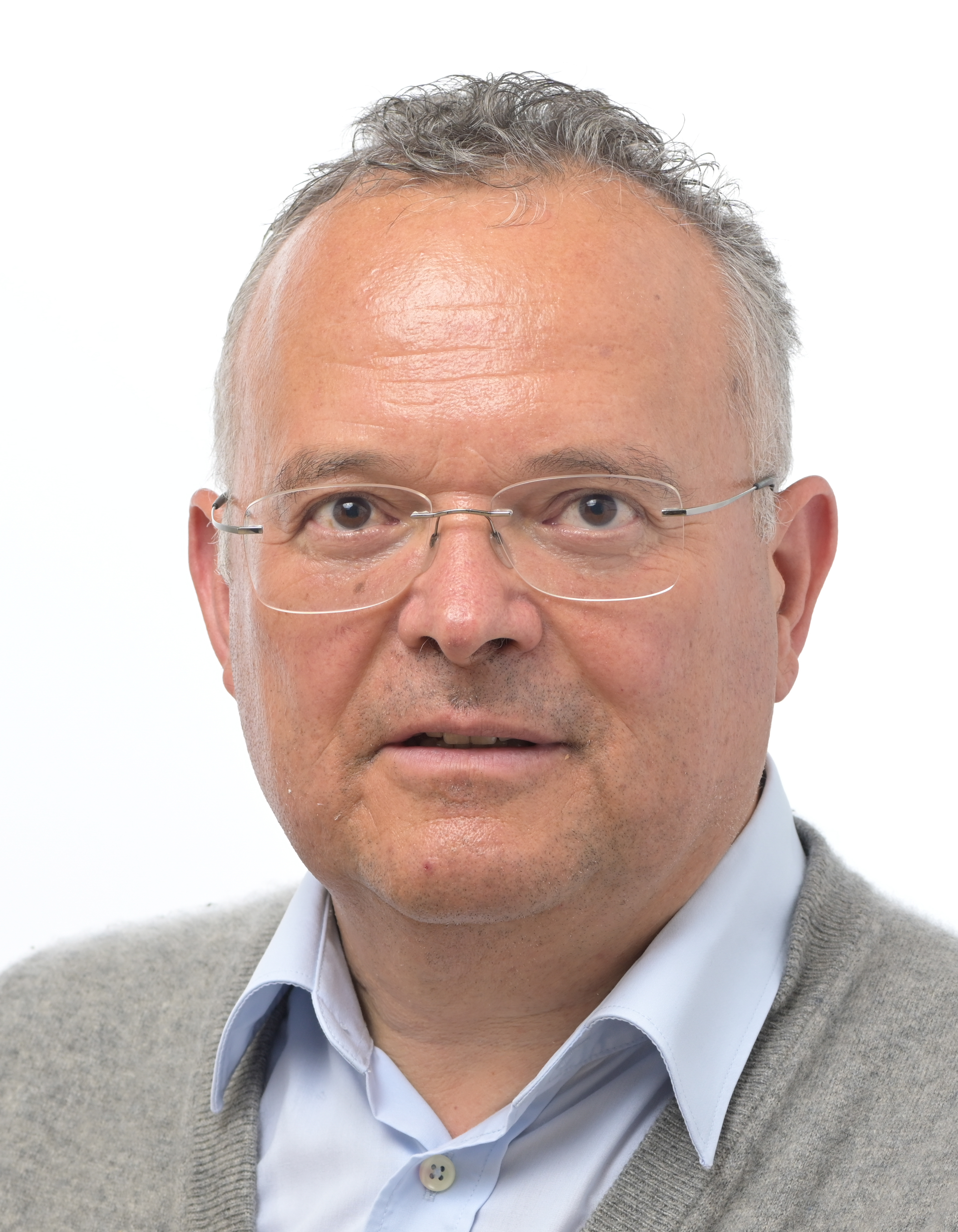
Gerald Hauser (* 1961)

- Hauser, Gerd (1948–2015), deutscher Bauphysiker
- Häuser, Gerd Jürgen (* 1948), deutscher Politiker (SPD), MdB
- Hauser, Gregor, deutsch-österreichischer Architekt und Steinmetz
- Hauser, Günter (1928–1981), deutscher Bergsteiger und Unternehmer
- Hauser, Gunther (* 1968), österreichischer Politikwissenschaftler
- Hauser, Gustav (1856–1935), deutscher Pathologe und Bakteriologe
- Hauser, Hans (1911–1974), österreichischer Skirennläufer
- Hauser, Hans (* 1949), deutscher Fußballtorhüter
- Hauser, Hansgeorg (1943–2021), deutscher Politiker (CSU), MdB
- Hauser, Hansheinz (1922–2020), deutscher Politiker (CDU), MdL, MdB, Oberbürgermeister von Krefeld
- Hauser, Harald (1912–1994), deutscher Schriftsteller
- Häuser, Harald (* 1957), deutscher Künstler
- Hauser, Harald (* 2005), österreichischer Fußballspieler
- Hauser, Hedi (1931–2020), rumäniendeutsche Kinderbuchautorin
- Hauser, Heinrich (1851–1905), Schweizer Landwirt und liberaler Politiker
- Häuser, Heinrich (1882–1944), Landtagsabgeordneter Volksstaat Hessen
- Hauser, Heinrich (1891–1956), deutscher Schauspieler
- Hauser, Heinrich (1901–1955), deutscher Schriftsteller und Fotograf und Filmer
- Hauser, Heinz (1920–1996), deutscher Skisportler
- Hauser, Heinz (* 1943), Schweizer Ökonom
- Hauser, Heinz (* 1949), deutscher Fußballspieler
- Hauser, Hellmuth (1916–2004), deutscher Offizier, zuletzt Generalleutnant der Luftwaffe
- Hauser, Helmut (1936–2020), österreichisch-schweizerischer Biochemiker und Fußballspieler
- Hauser, Helmut (* 1941), deutscher Fußballspieler
- Hauser, Henri (1866–1946), französischer Wirtschaftswissenschaftler, Historiker und Geograph
- Hauser, Hermann (1882–1952), süddeutscher Gitarrenbauer
- Hauser, Hermann (* 1948), österreichischer UnternehmerHermann Hauser (* 1948)

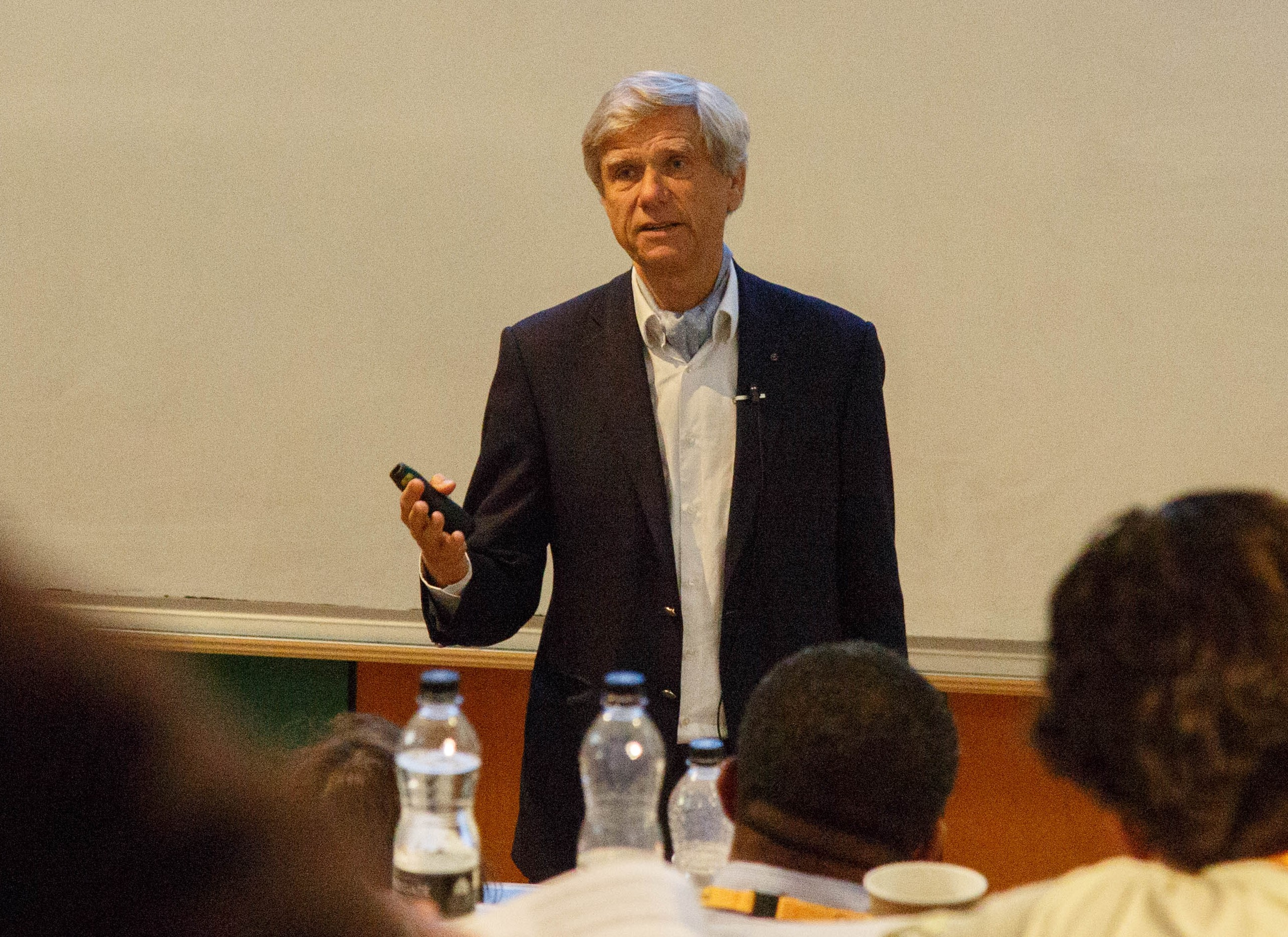
Hermann Hauser (* 1948)

- Hauser, Hermann II (1911–1988), deutscher Gitarrenbauer
- Hauser, Herwig (* 1956), österreichischer Mathematiker
- Hauser, Hubert (1856–1913), österreichischer Kaufmann
- Hauser, Hugo (1911–1980), deutscher Politiker (CDU), MdB
- Hauser, Ignaz (1881–1937), österreichischer Rabbiner
- Hauser, Irene (* 1924), deutsche Physikerin
- Hauser, Jack (* 1958), österreichischer Künstler
- Hauser, Jan (* 1985), Schweizer Curler
- Hauser, Jochen (* 1941), deutscher Schriftsteller und Dramaturg
- Hauser, Johann (1926–1996), österreichischer Maler
- Hauser, Johann (1953–2023), deutscher Politiker (FDP), MdL
- Hauser, Johann Jakob (1854–1913), Schweizer Landwirt und Politiker
- Hauser, Johann Nepomuk (1866–1927), österreichischer Geistlicher und Politiker (CS), Landtagsabgeordneter, Abgeordneter zum Nationalrat
- Hauser, Johannes (1890–1970), deutscher Politiker (CDU), MdL
- Hauser, Johannes (* 1974), deutscher Fotograf und Journalist
- Hauser, Josef (1908–1986), deutscher Kunstmaler und Graphiker
- Hauser, Josef (1910–1981), deutscher Wasserballspieler
- Hauser, Josef (* 1940), österreichischer Skilangläufer
- Hauser, Josef Wilhelm (1946–1984), deutscher Politiker (CDU), MdL
- Hauser, Judith (* 1992), deutsch-ungarische Rhythmische Sportgymnastin
- Hauser, Julia (* 1994), österreichische Triathletin
- Hauser, Julius (1854–1920), US-amerikanischer Geschäftsmann und Politiker
- Häuser, Karl (1920–2008), deutscher Ökonom
- Hauser, Karlheinz (* 1967), deutscher Koch
- Hauser, Kaspar († 1833), deutsches FindelkindKaspar Hauser († 1833)

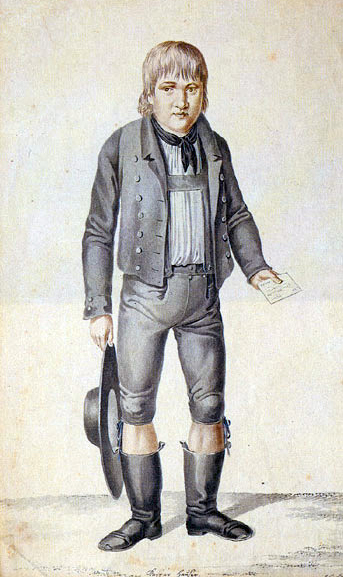
Kaspar Hauser († 1833)

- Hauser, Krista (1941–2024), österreichische Journalistin, Autorin und Dokumentarfilmerin
- Hauser, Kryštof (* 2002), tschechischer Skispringer
- Hauser, Linus (* 1950), deutscher katholischer Theologe und Kulturtheoretiker
- Hauser, Lisa (* 1993), österreichische Biathletin und SkilangläuferinLisa Hauser (* 1993)

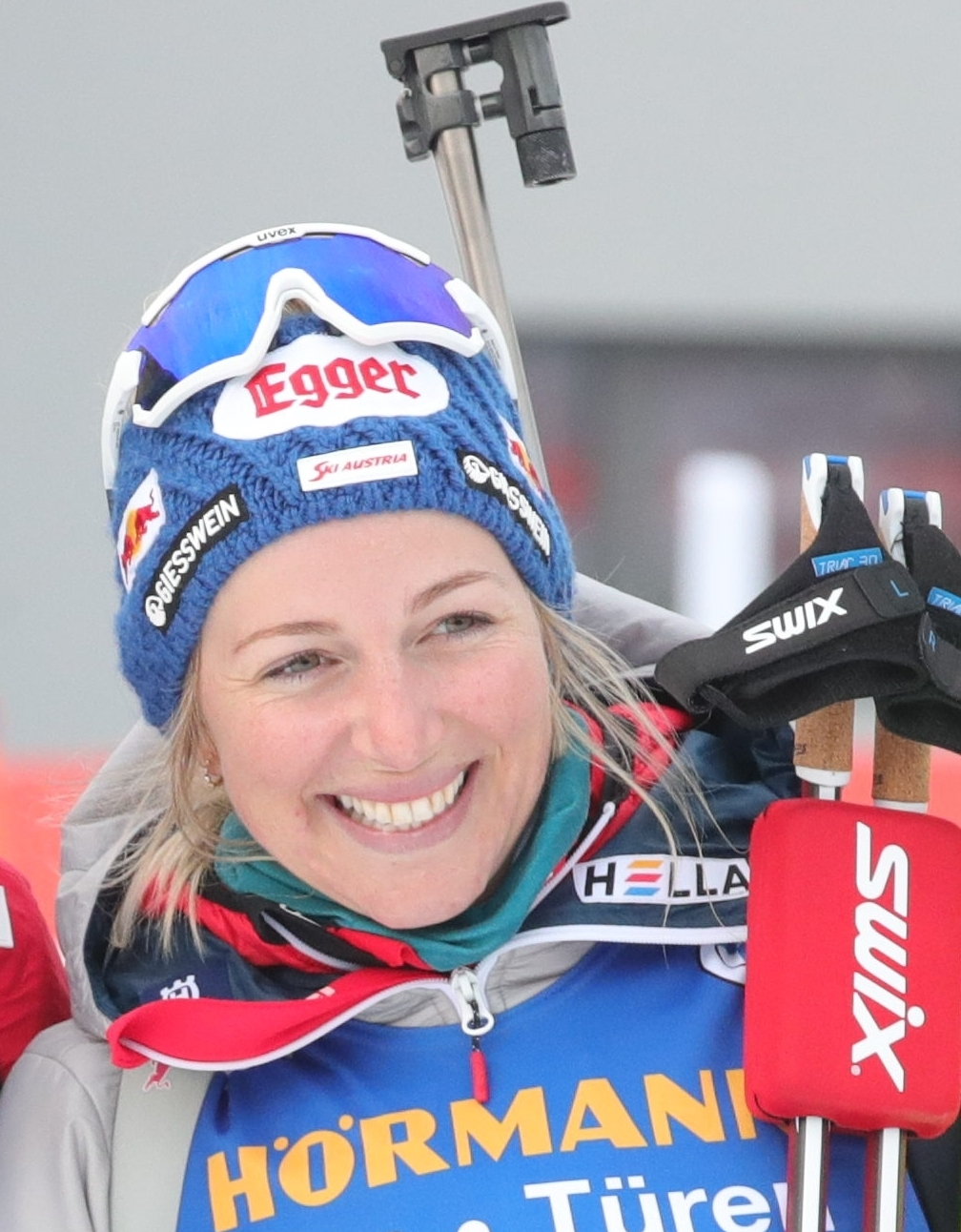
Lisa Hauser (* 1993)

- Hauser, Lorenz (1828–1882), deutscher Reichsgerichtsrat
- Hauser, Lorenz (1869–1918), bayerischer Landwirt
- Hauser, Manfred (* 1968), deutscher Jurist und Präsident des Bayerischen Landesamtes für Verfassungsschutz
- Hauser, Marc (* 1959), US-amerikanischer Evolutionsbiologe
- Hauser, Mark (* 1968), deutscher Basketballspieler
- Hauser, Markus (1849–1900), Schweizer Prediger und Seelsorger
- Hauser, Markus (* 1971), Schweizer Musiker
- Hauser, Marlene (* 1996), österreichische Schauspielerin
- Hauser, Matthew (* 1998), australischer Triathlet
- Hauser, Maximilian (* 1984), deutscher Beachvolleyballspieler
- Hauser, Michael (1930–2016), dänischer Musikethnologe
- Hauser, Michael (* 1981), österreichischer Skilangläufer und Biathlet
- Häuser, Milli, deutsche Sängerin, Organisatorin der Veranstaltungsreihe Tatort Jazz
- Hauser, Miska (1822–1887), österreichisch-ungarischer Violinist
- Hauser, Monika (* 1959), italienische Fachärztin für Gynäkologie und Gründerin der Frauenrechtsorganisation medica mondiale
- Hauser, Moritz (1891–1970), Schweizer Architekt
- Hauser, Moritz Heinrich (1826–1857), deutscher Liederkomponist und Dirigent
- Hauser, Norbert (* 1946), deutscher Politiker (CDU), MdB
- Hauser, Olivia (* 1982), Schweizer Squashspielerin
- Hauser, Oskar (1920–2005), deutscher Physiker, Antifaschist und Hochschullehrer
- Hauser, Oswald (1910–1987), deutscher Philologe und Historiker
- Hauser, Otto (1874–1932), Schweizer Vorgeschichtsforscher
- Hauser, Otto (1876–1944), österreichischer Schriftsteller und Übersetzer
- Häuser, Otto (1924–2007), deutscher Schulleiter und Schriftsteller
- Hauser, Otto (* 1952), deutscher Politiker (CDU), MdB
- Hauser, Otto Robert (1886–1972), deutsch-amerikanischer Politiker und Philanthrop
- Hauser, Paul († 1876), österreichischer Apotheker und Politiker
- Hauser, Paul Walter (* 1986), US-amerikanischer FilmschauspielerPaul Walter Hauser (* 1986)

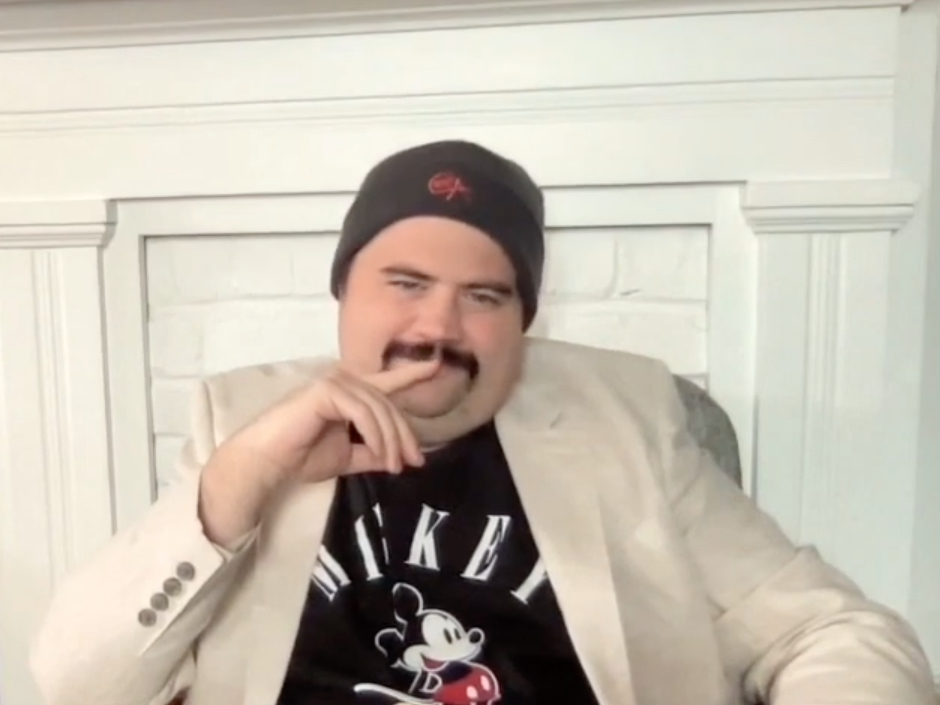
Paul Walter Hauser (* 1986)

- Hauser, Peter (* 1943), Schweizer Rechtsanwalt und Studentenhistoriker
- Hauser, Peter B. (* 1942), österreichischer wissenschaftlicher Konsulent, Numismatiker und Sammler
- Hauser, Petra (* 1971), deutsche Fußballspielerin
- Hauser, Philip Morris (1909–1994), US-amerikanischer Soziologe
- Hauser, Richard (1903–1980), katholischer Geistlicher und Theologe
- Hauser, Richard (1909–1970), österreichischer Pianist und Musikpädagoge
- Hauser, Richard (1911–1990), österreichisch-britischer Sozialwissenschaftler
- Hauser, Richard (* 1936), deutscher Ökonom
- Häuser, Robert (1882–1927), österreichischer Politiker (SDAP), Landtagsabgeordneter
- Hauser, Robert (1921–2011), Schweizer Rechtswissenschaftler
- Hauser, Robert (* 1988), österreichischer Nordischer Kombinierer
- Hauser, Robert B. (1919–1994), US-amerikanischer Kameramann
- Hauser, Roland (1938–2023), deutscher Jurist und Verfassungsrichter
- Hauser, Rolf (* 1923), deutscher Fußball- und Handballspieler
- Häuser, Rudolf (1909–2000), österreichischer Gewerkschafter und Politiker (SPÖ), Abgeordneter zum Nationalrat
- Hauser, Rudolf (* 1937), schweizerischer Radrennfahrer, nationaler Meister im Radsport
- Hauser, Rudolf Eduard (1818–1891), Schweizer Porträt- und Genremaler
- Hauser, Samuel Thomas (1833–1914), US-amerikanischer Politiker
- Hauser, Sarah, Schweizer Informatikerin
- Hauser, Sarah (* 1989), französische Windsurferin
- Hauser, Sigrid (* 1966), österreichische Sängerin, Schauspielerin und DrehbuchautorinSigrid Hauser (* 1966)

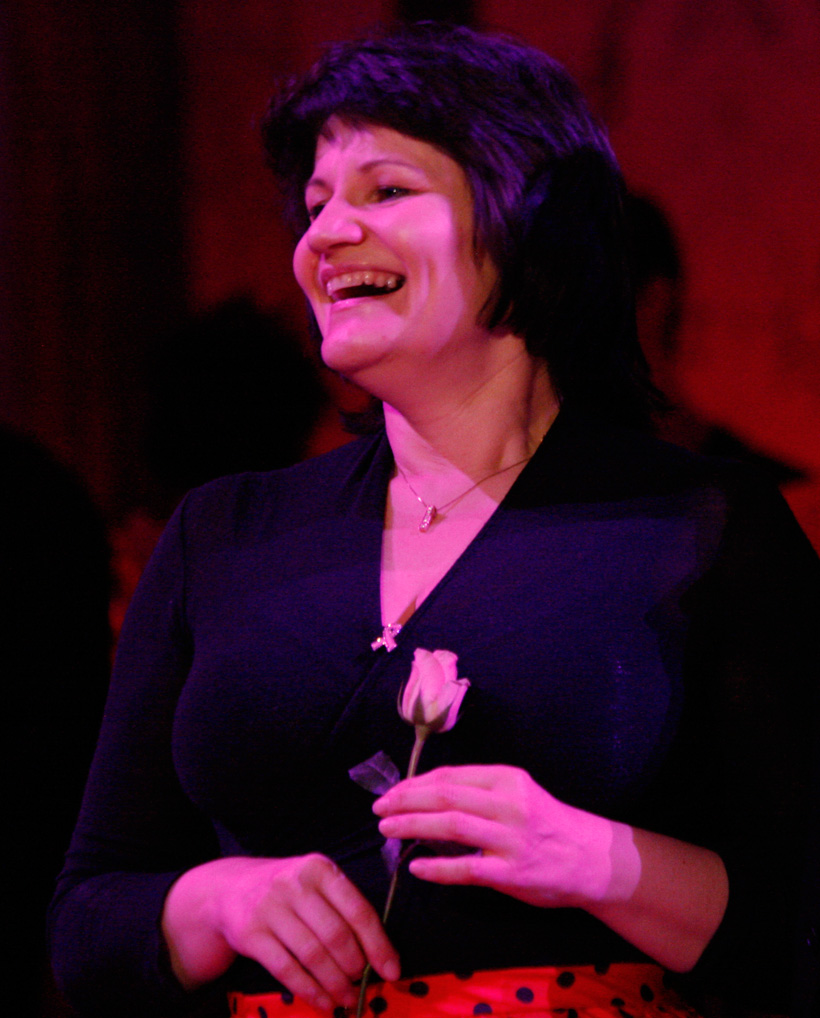
Sigrid Hauser (* 1966)

- Hauser, Sophie (1872–1945), Schweizer Malerin, Grafikerin und Exlibriskünstlerin
- Hauser, Stefan R. (* 1962), deutscher Vorderasiatischer Archäologe
- Hauser, Stephen L. (* 1949), US-amerikanischer Neurologe und Immunologe
- Hauser, Stjepan (* 1986), kroatischer Cellist
- Hauser, Susanne (* 1946), Schweizer Malerin
- Hauser, Susanne (* 1950), deutsche Juristin und Richterin am Bundesverwaltungsgericht
- Hauser, Susanne (* 1957), deutsche Kulturwissenschaftlerin
- Hauser, Theo (* 2003), österreichischer Radrennfahrer
- Hauser, Thomas (* 1946), US-amerikanischer Schriftsteller und Journalist
- Hauser, Thomas (* 1953), österreichischer Skirennläufer
- Hauser, Thomas (* 1954), deutscher Journalist
- Hauser, Thomas (* 1965), deutscher Fußballspieler
- Häuser, Thomas (* 1970), deutscher Spieleprogrammierer
- Hauser, Thomas (* 1992), deutscher Schauspieler und Hörspielsprecher
- Hauser, Tim (1941–2014), US-amerikanischer Sänger
- Hauser, Uli (* 1962), deutscher Journalist und Autor
- Hauser, Valentin (* 1949), österreichischer Buchautor (Chronist), Komponist und Gemeindebeamter
- Hauser, Walter (1837–1902), Schweizer Unternehmer und Politiker (FDP)
- Hauser, Walter (1922–2017), österreichischer Politiker (ÖVP), Abgeordneter zum Nationalrat
- Hauser, Walter (1937–1998), schweizerischer Radsportler, Schweizer Meister im Querfeldeinrennen
- Hauser, Walter (1957–2022), Schweizer Schriftsteller, Journalist und Jurist
- Hauser, Wilhelm (1883–1983), deutscher Hochschullehrer
- Hauser, Wings (1947–2025), US-amerikanischer Schauspieler
- Hauser-Bucher, Walter (1904–1967), Schweizer Ingenieur und Unternehmer
- Hauser-Dellefant, Angelika (* 1957), deutsche Bewegungspädagogin
- Häuser-Eltgen, Sabine (* 1960), deutsche Juristin, Kommunalpolitikerin und Verfassungsrichterin
- Hauser-Köchert, Irmgard (1928–2015), österreichische Kunsthistorikerin
- Hauser-Schäublin, Brigitta (1944–2025), Schweizer Wissenschaftlerin und Publizistin
- Hauser-Süess, Brigitte (* 1954), Schweizer Politikerin
- Hauserman, Megan (* 1981), US-amerikanisches Model und Reality-Soap-DarstellerinMegan Hauserman (* 1981)

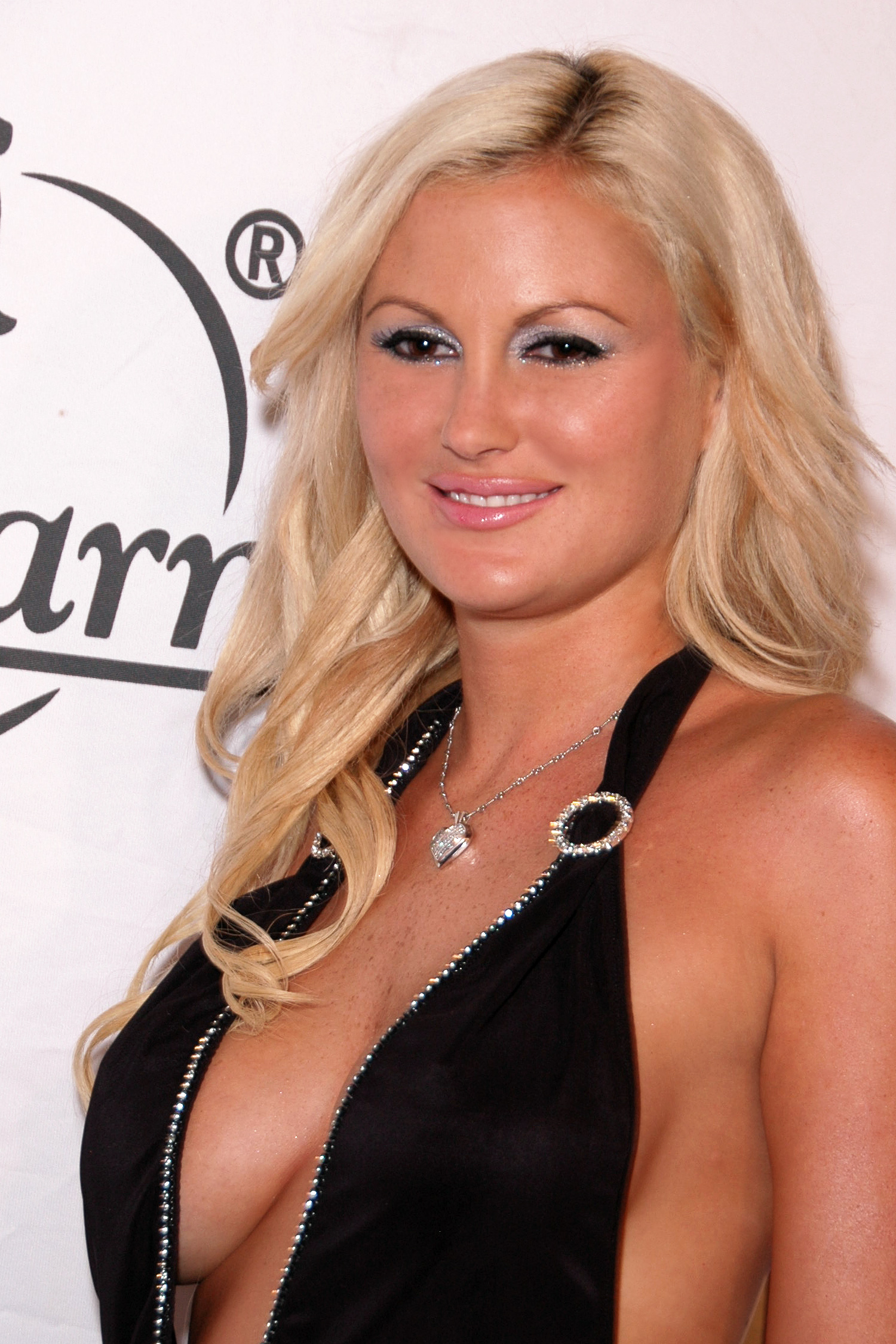
Megan Hauserman (* 1981)

- Häusermann, Ernst (* 1947), Schweizer Keramiker, Bildhauer, Plastiker, Objektkünstler, Kunstlehrer und Musiker
- Häusermann, Gertrud (1921–2007), Schweizer Buchhändlerin und Jugendbuchautorin
- Häusermann, Hans (* 1926), Schweizer Unternehmer und Unternehmensberater
- Häusermann, Julia (* 1992), Schweizer Schauspielerin im Ensemble des Theater HORA und Sängerin
- Häusermann, Jürg (* 1951), Schweizer Medienwissenschaftler
- Häusermann, Ruedi (* 1948), Schweizer Musiker, Komponist und Regisseur
- Häusermann, Silja (* 1977), Schweizer Politologin und Hochschullehrerin

### Haush
- Hausheer, Andreas (* 1973), Schweizer Politiker (Die Mitte)
- Hausheer, Heinz (1937–2024), Schweizer Rechtswissenschaftler
- Hausheer, Jakob (1865–1943), Schweizer evangelischer Theologe, Sprachwissenschaftler und Hochschullehrer
- Hausherr, Erwin (1895–1976), Schweizer panidealistischer Schriftsteller
- Hausherr, Irénée (1891–1978), französischer Ordensgeistlicher, Jesuit und Hochschullehrer
- Hausherr, Karl (1922–2017), Schweizer Maler, Grafiker und Zeichenlehrer
- Hausherr, Lena (* 2001), deutsche Handballspielerin
- Haushiku, Bonifatius (1933–2002), namibischer Geistlicher, Erzbischof von Windhoek
- Haushofer, Albrecht (1903–1945), deutscher Geograph, Diplomat und Schriftsteller
- Haushofer, Alfred (1872–1943), deutscher Landschaftsmaler, Zeichner und Illustrator
- Haushofer, Heinz (1906–1988), deutscher Agrarwissenschaftler und -funktionär
- Haushofer, Karl (1839–1895), deutscher Mineraloge
- Haushofer, Karl (1869–1946), deutscher Offizier, Geograph und Geopolitiker
- Haushofer, Marie (1871–1940), Malerin und Dichterin
- Haushofer, Marlen (1920–1970), österreichische SchriftstellerinMarlen Haushofer (1920–1970)

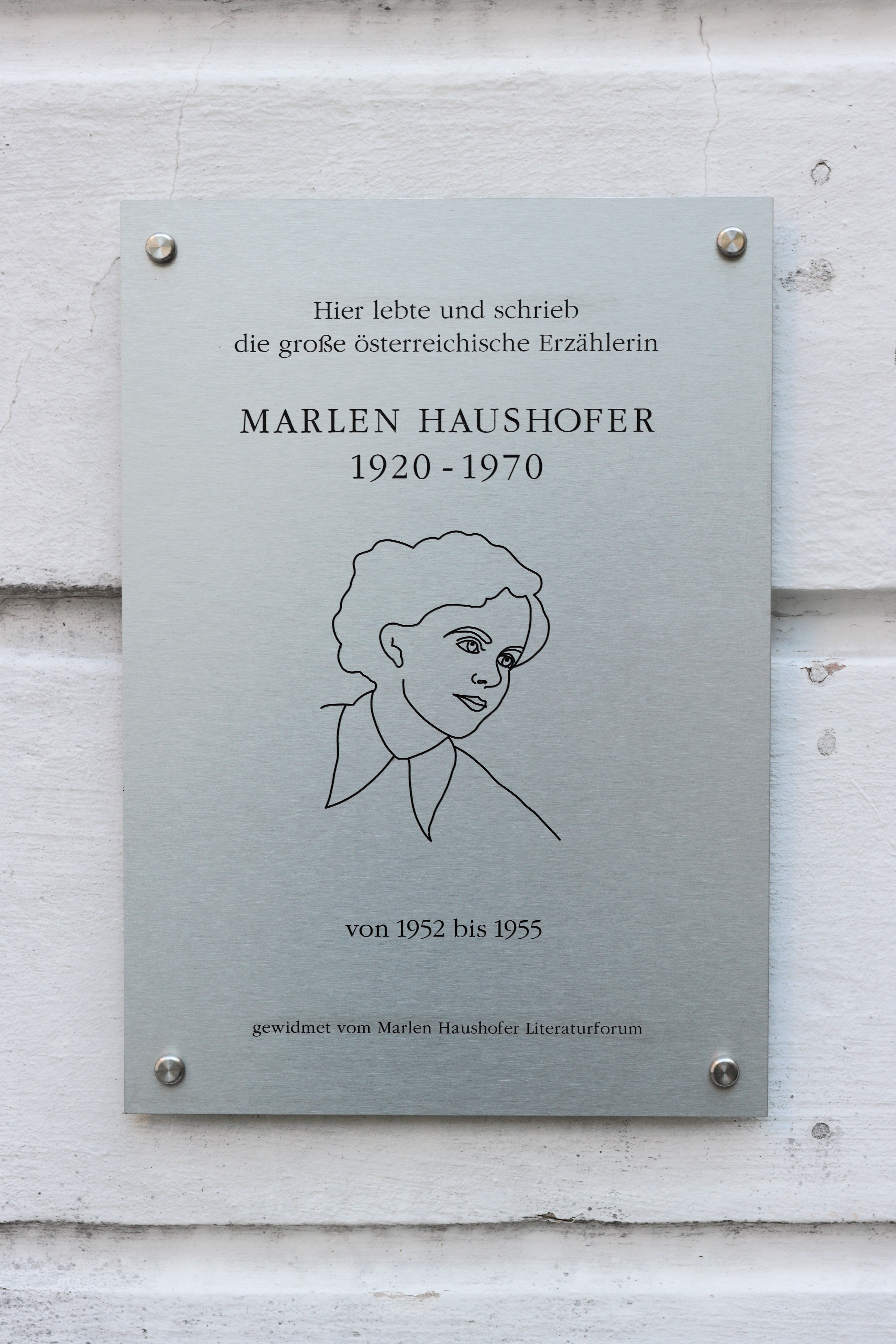
Marlen Haushofer (1920–1970)

- Haushofer, Martha (1877–1946), deutsche Schriftstellerin, Frauenrechtlerin und wissenschaftliche Mitarbeiterin des Geopolitikers Karl Haushofer
- Haushofer, Martin (1936–1994), deutscher Politiker (CSU), MdL
- Haushofer, Max (1811–1866), deutscher Landschaftsmaler und Professor für Landschaftsmalerei an der Kunstakademie Prag
- Haushofer, Max Jr. (1840–1907), deutscher Nationalökonom, Politiker und Schriftsteller
- Haushofer-Merk, Emma (1854–1925), deutsche Schriftstellerin und Frauenrechtlerin

### Hausi
- Hausicke, Lina (* 1997), deutsche Fußballspielerin
- Hausig, Daniel (* 1959), Schweizer Künstler und Fotograf, Professor in Saarbrücken
- Hausiku, Marco (1953–2021), namibischer Politiker, Außenminister
- Hausinger, Brigitte (1964–2016), deutsche Supervisorin und Hochschullehrerin
- Hausius, Karl Gottlob (1754–1825), deutscher evangelischer Geistlicher und Schriftsteller

### Hausj
- Hausjell, Fritz (* 1959), österreichischer Medienhistoriker und Kommunikationswissenschaftler an der Universität Wien
- Hausjell, Marco (* 1999), österreichischer FußballspielerMarco Hausjell (* 1999)

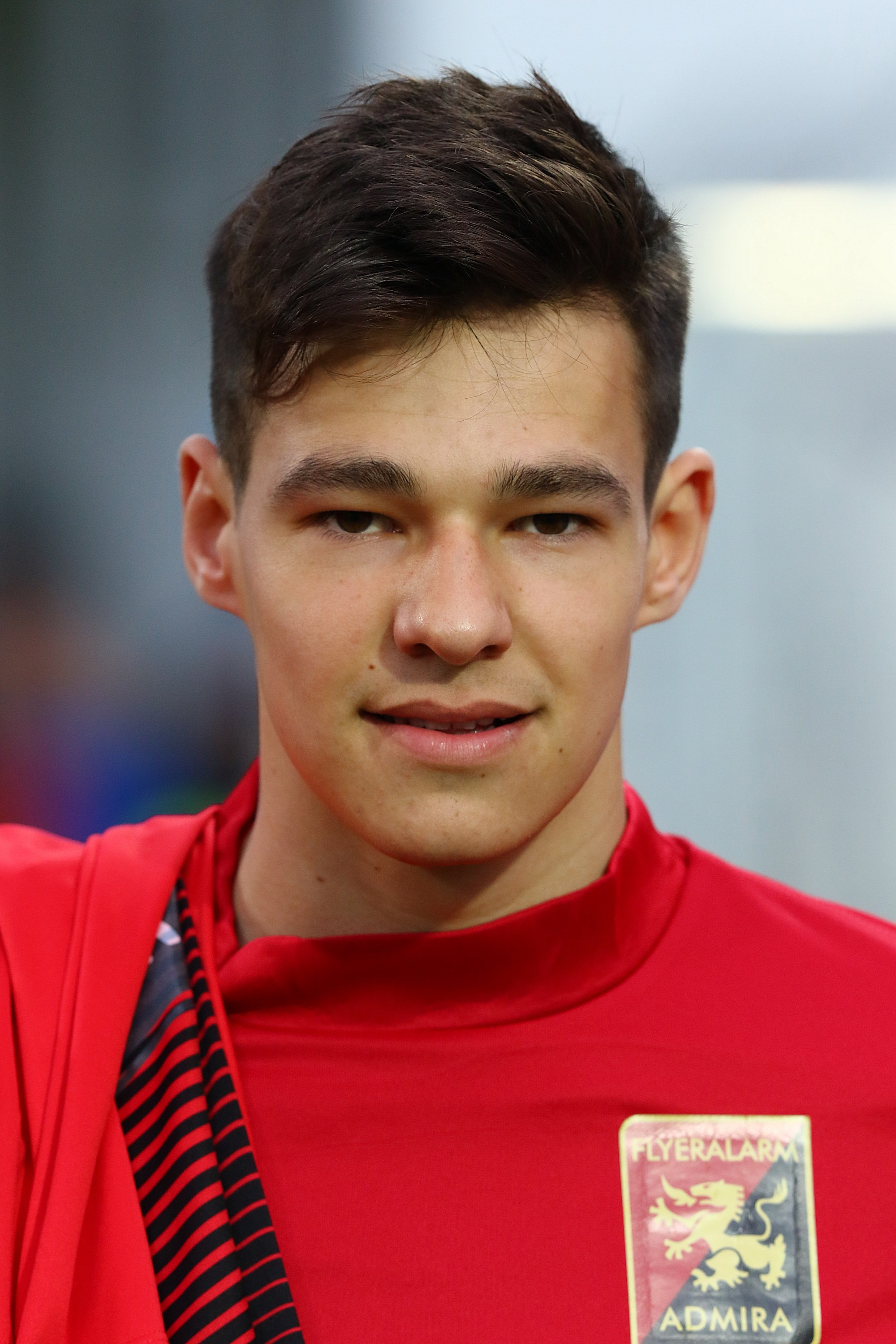
Marco Hausjell (* 1999)

### Hausk
- Hauskeller, Michael (* 1964), deutscher Philosoph
- Hausken, Anne Margrethe (* 1976), norwegische Orientierungsläuferin
- Hausknecht, Anton (* 1935), österreichischer Mykologe
- Hausknecht, Emil (1853–1927), deutscher Lehrer und Philologe
- Hausknecht, Justus (1792–1834), reformierter Superintendent in Österreich
- Hausknost, Ernst, österreichischer Schauspieler

### Hausl
- Häusl, Charmaine (* 1996), deutsch-seychellischer Fußballspieler
- Häusl, Lisa (* 1987), deutsche Fußballspielerin
- Häusl, Maria (* 1964), deutsche römisch-katholische Theologin
- Häusl, Regina (* 1973), deutsche Skirennläuferin
- Häusl, Stefan (* 1976), österreichischer Freeride-Sportler
- Häusl-Benz, Silvia (* 1979), österreichische Politikerin (ÖVP), Landtagsabgeordnete in Kärnten
- Hauslab, Franz von (1798–1883), österreichischer General und Kartograph
- Hausladen, Anton (1894–1949), deutscher Funktionär der Kommunistischen Partei Deutschlands (KPD), Gewerkschaftsfunktionär und Opfer des Nationalsozialismus
- Hausladen, Erwin (1925–2015), deutscher Geistlicher des Erzbistums München-Freising
- Hausladen, Gerhard (* 1947), deutscher Hochschullehrer (Technische Universität München)
- Hausladen, Hans (1901–1938), deutscher Politiker (KPD), Funktionär der Roten Gewerkschafts-Internationale, Opfer des Stalinismus
- Hausladen, Simone (* 1977), deutsche Schriftstellerin
- Hausladen, Sonja (* 1963), österreichische Schwimmerin
- Häusle, Hans (1889–1944), Schweizer Künstler
- Häusle, Johann Michael (1809–1867), österreichischer katholischer Theologe und Hofkaplan
- Häusle, Josef (1860–1939), österreichischer katholischer Priester und Naturheilkundler
- Häusle, Martin (1903–1966), österreichischer Maler
- Häusle, Ralf Patrick (* 1994), österreichischer Handballspieler
- Hausleber, Jerzy (1930–2014), mexikanischer Gehertrainer polnischer Herkunft
- Häuslein, Otto (1911–1942), deutscher Installateur und ein Opfer der NS-Kriegsjustiz
- Hausleiter, Charlotte (1883–1954), deutsche Schriftstellerin
- Hausleiter, Leo (* 1889), deutscher Journalist und Politiker (NSDAP)
- Hausleithner, Rudolf (1840–1918), österreichischer Maler
- Hausleitner, Ernst (* 1968), österreichischer Journalist und SportmoderatorErnst Hausleitner (* 1968)

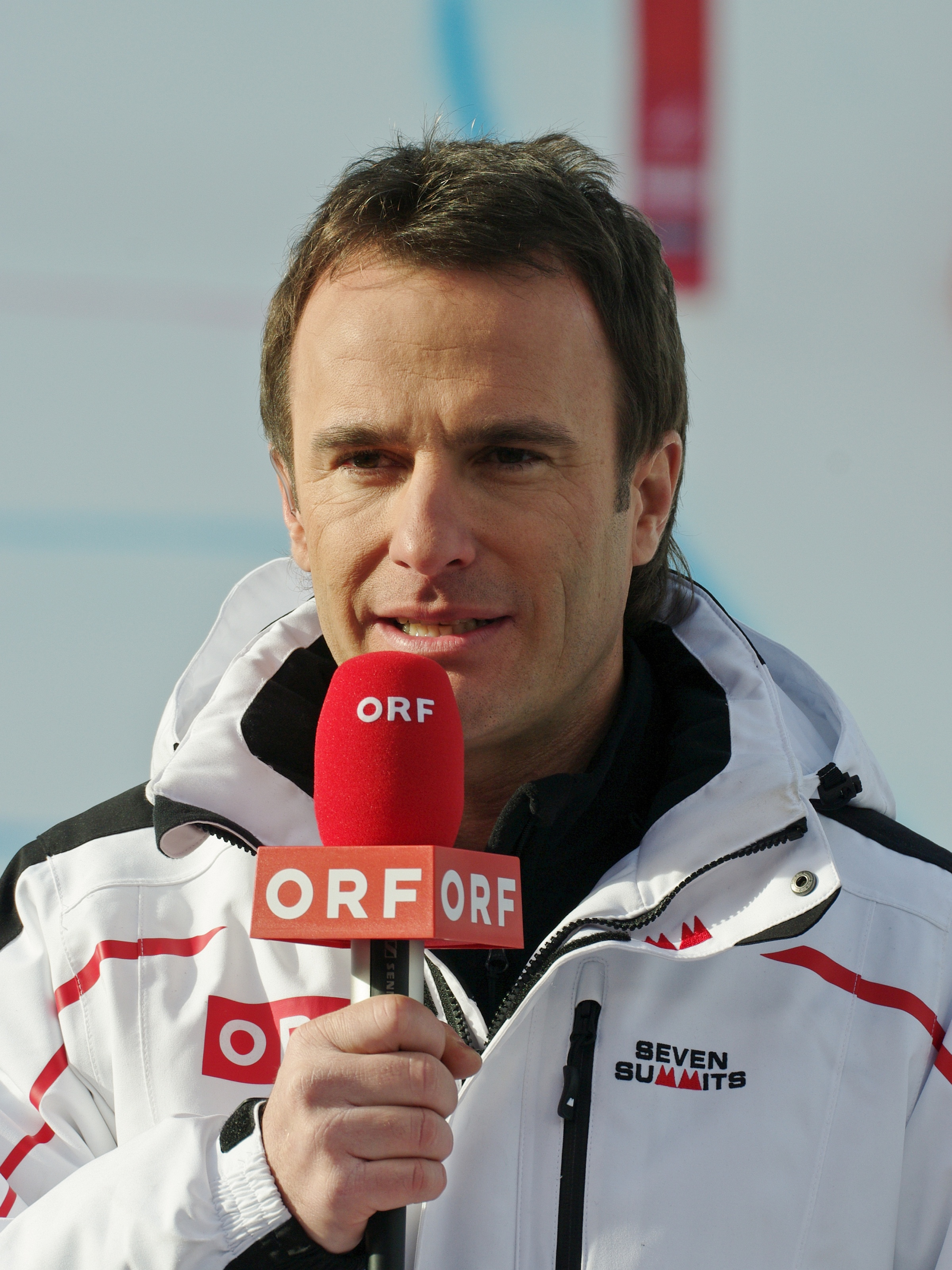
Ernst Hausleitner (* 1968)

- Hausleitner, Manfred (* 1957), österreichischer Schlagzeuger
- Hausleitner, Mariana (* 1950), deutsche Historikerin
- Häusler, Albert (1899–1977), deutscher Politiker (KPD, DKP), MdBB
- Häusler, Alexander (* 1930), deutscher Prähistoriker
- Häusler, Alexander (* 1963), deutscher Sozialwissenschaftler
- Häusler, Bernd (* 1966), deutscher Kommunalpolitiker (CDU), Bürgermeister von Singen
- Häusler, Dagmar (* 1983), österreichische Politikerin (MFG)Dagmar Häusler (* 1983)

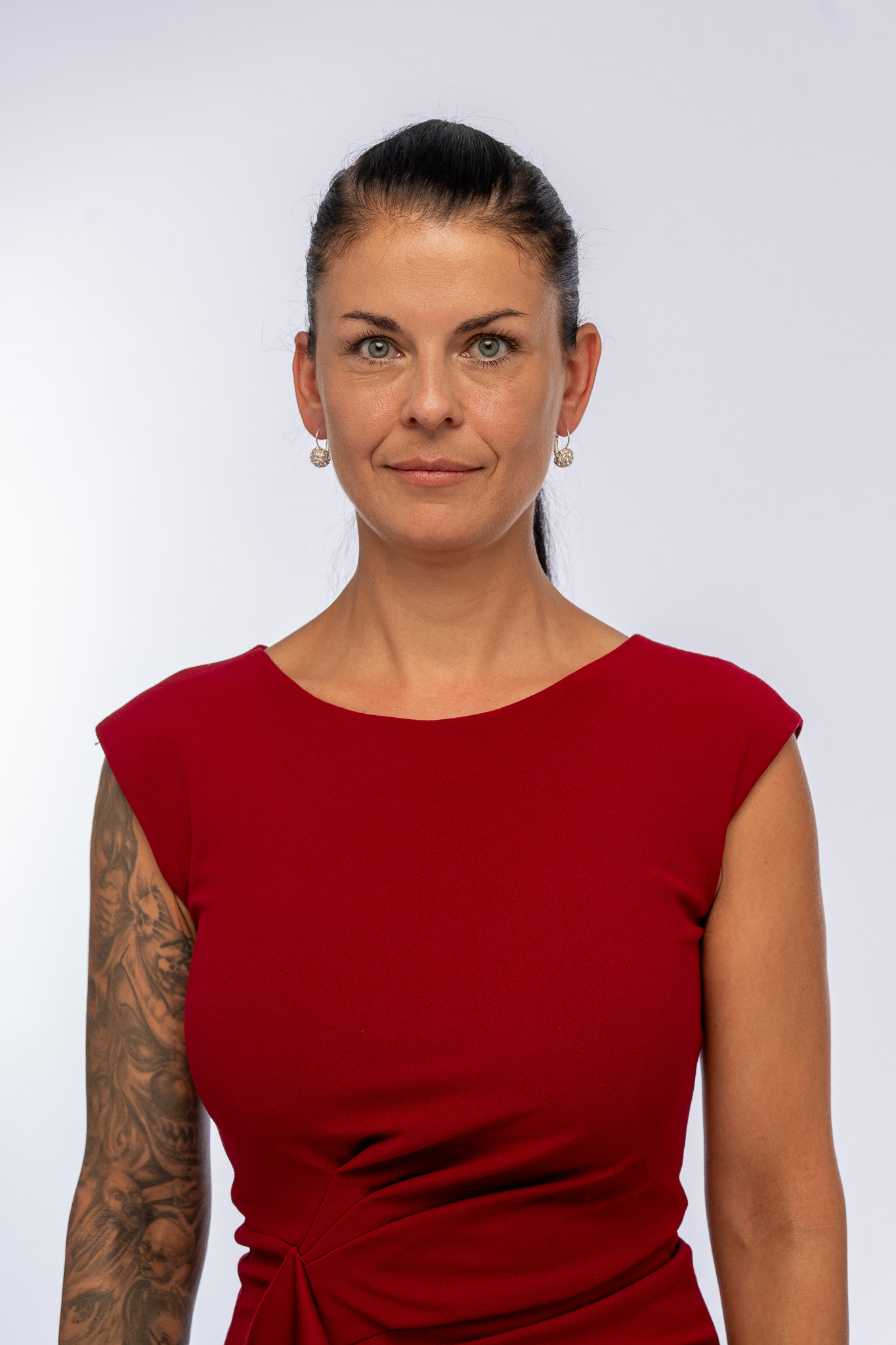
Dagmar Häusler (* 1983)

- Häusler, Edith (* 1960), Schweizer Politikerin (Grüne)
- Häusler, Friedrich (1780–1865), deutscher Offizier, zuletzt Major
- Häusler, Gerd (* 1951), deutscher Bankkaufmann und Jurist
- Häusler, Heinrich (1919–2007), österreichischer Geologe
- Häusler, Helmuth A. (* 1970), österreichischer Schauspieler
- Häusler, Jens (* 1967), deutscher Handballtrainer und -spieler
- Häusler, Johann (* 1952), deutscher Politiker (Freie Wähler), MdL
- Häusler, Josef (1926–2010), deutscher Musikpublizist und Rundfunkredakteur
- Häusler, Jürg (1946–2021), Schweizer Bildhauer, Grafiker, Maler und Kunstlehrer
- Häusler, Lisa (* 1967), deutsche Fußballspielerin
- Häusler, Margret (1927–1992), deutsche Grafikerin
- Häusler, Martin (* 1971), deutscher Fotograf, Regisseur von Musikvideos und Art-Direktor
- Häusler, Martina (* 1964), deutsche Politikerin (Bündnis 90/Die Grünen), MdL
- Häusler, Michael (* 1958), deutscher Diplomat
- Häusler, Moses (1901–1952), österreichischer Fußballspieler
- Häusler, Otto F. (1923–2007), deutscher Maler und Grafiker
- Häusler, Paul (1925–2005), deutscher Maler und Grafiker
- Häusler, Rudi, deutscher Skeletonsportler
- Häusler, Rudolf (1893–1973), österreichischer Kaufmann, Bekannter Adolf Hitlers
- Häusler, Susanne (* 1955), deutsche Schauspielerin
- Häusler, Tobias (* 1980), deutscher Hörfunk- und Fernsehmoderator
- Häusler, Volkher (* 1958), deutscher Kirchenmusiker und DirigentVolkher Häusler (* 1958)

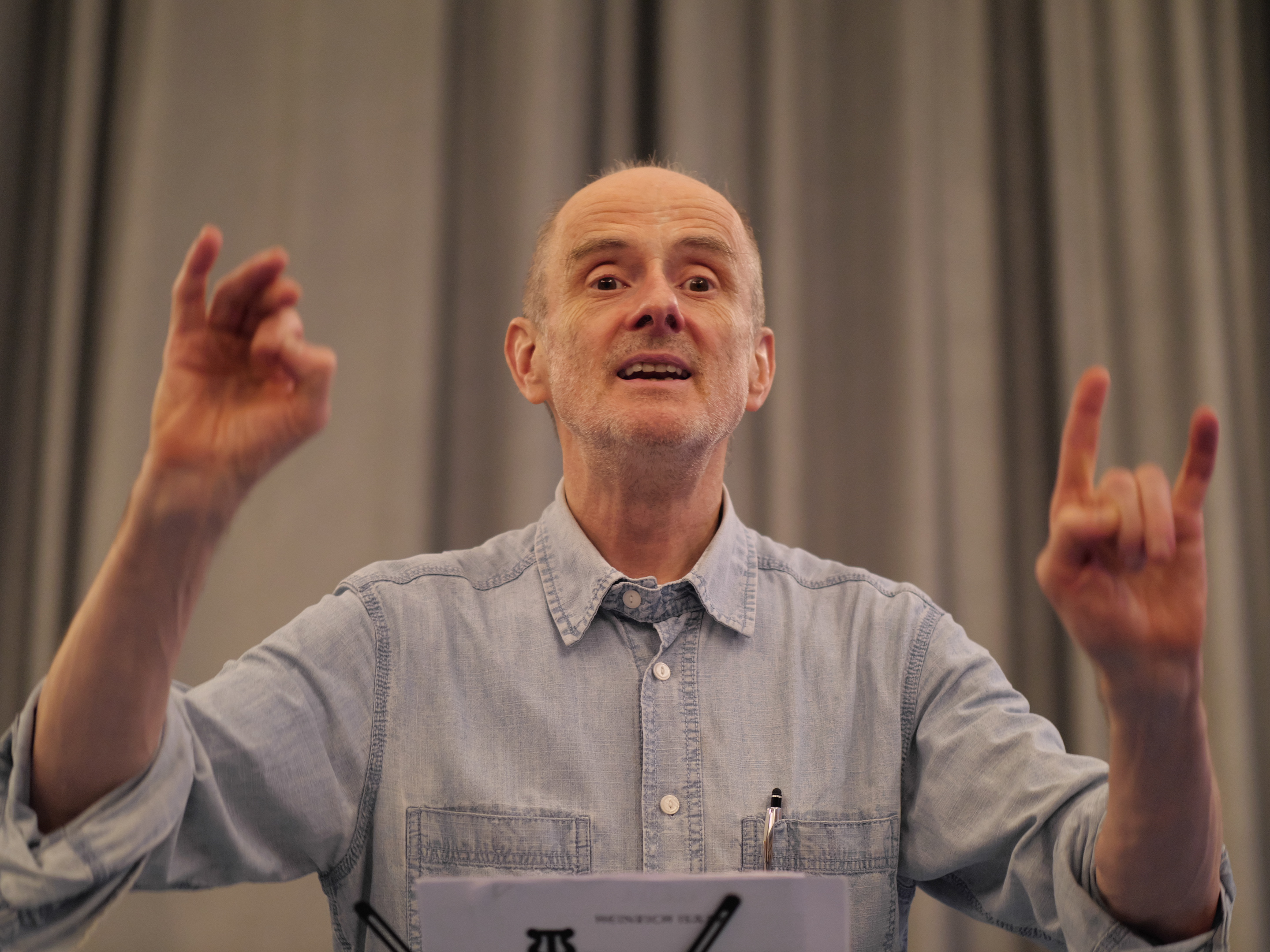
Volkher Häusler (* 1958)

- Häusler, Walter (1912–2004), deutscher Sportwissenschaftler
- Häusler, Wenke, deutsche Fußballspielerin
- Häusler, Wilhelm (1881–1969), tschechoslowakischer sozialdemokratischer Politiker
- Häusler, Wolfgang (* 1946), österreichischer Historiker
- Hausleutner, Philipp Wilhelm Gottlieb (1754–1820), deutscher Lehrer, Archivar und Chronist
- Häusling, Martin (* 1961), deutscher Politiker (Bündnis 90/Die Grünen), MdL, MdEP
- Häuslmayer, Ferdinand (1884–1970), österreichischer Politiker (SPÖ), Abgeordneter zum Nationalrat

### Hausm
- Hausmair, Antonia (* 1995), österreichisches Model
- Hausman, Jerry (* 1946), US-amerikanischer Wirtschaftswissenschaftler
- Hausmaninger, Herbert (* 1936), österreichischer Jurist und Hochschullehrer
- Hausmann, Agnes (* 1986), österreichische Schauspielerin
- Hausmann, Anna, Vorbild für die fiktive Figur der Sabina Jäger
- Hausmann, Anton (1899–1960), sudetendeutscher Politiker (NSDAP), MdR
- Hausmann, Antonia (* 1990), deutsche Jazzmusikerin (Posaune, Komposition)
- Hausmann, August Ludwig (1802–1889), deutscher Jurist und Politiker (DFP), MdR
- Hausmann, Axel (1939–2014), deutscher Sachbuchautor, Hochschullehrer, Physiker, Philosoph, Hobby-Historiker
- Hausmann, Bernhard (1784–1873), deutscher Verkehrspolitiker, Fabrikant und Kunstsammler
- Hausmann, Christian (* 1963), deutscher Fußballspieler
- Hausmann, Daniel (* 2003), deutscher Fußballspieler
- Hausmann, David (1655–1698), sächsischer Kriegszahlmeister und Mitglied der Gelehrtenakademie Leopoldina
- Hausmann, David (* 1979), deutscher Florettfechter
- Hausmann, Ernest Allan (* 1968), deutscher Theater-, Kino- und Fernsehschauspieler
- Hausmann, Ernst (1909–1982), deutscher Widerstandskämpfer und Wirtschaftsleiter in der DDR
- Hausmann, Esther (* 1959), deutsche Schauspielerin und Hörspielsprecherin
- Hausmann, Frank-Rutger (* 1943), deutscher Romanist
- Hausmann, Franz (1818–1877), deutscher Jurist und Politiker (DFP), MdR
- Hausmann, Franz Josef (* 1943), deutscher Romanist, Sprachwissenschaftler und Wörterbuchforscher
- Hausmann, Franz von (1810–1878), österreichischer Botaniker
- Hausmann, Friederike (* 1945), deutsche Lehrerin, Übersetzerin und AutorinFriederike Hausmann (* 1945)

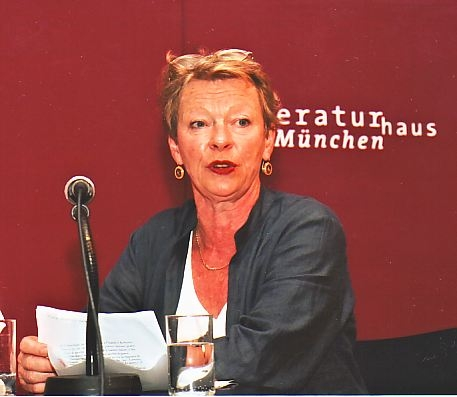
Friederike Hausmann (* 1945)

- Hausmann, Friedrich (1782–1859), deutscher Mineraloge, Geologe und Bodenkundler
- Hausmann, Friedrich (1917–2009), österreichischer Historiker
- Hausmann, Friedrich Christoph (1860–1936), österreichisch-deutscher Bildhauer und Hochschullehrer
- Hausmann, Friedrich Karl (1825–1886), deutscher Maler
- Hausmann, Friedrich von († 1669), kaiserlicher Hauptmann, Kriegsoberst, Stadtkommandant von Kempten und Verteidigungsrat
- Hausmann, Fritz (1845–1927), deutscher Unternehmer und Politiker (NLP), MdR, Bürgermeister
- Hausmann, Fritz (1922–1998), deutscher Sportjournalist
- Hausmann, Gerhard (1922–2015), deutscher Maler, Grafiker und Bildhauer
- Hausmann, Gisa (1942–2015), deutsche Malerin und Innenarchitektin
- Hausmann, Gottfried (1906–1994), deutscher Pädagoge
- Hausmann, Guido (* 1960), deutscher Historiker
- Hausmann, Gustav (1827–1899), deutscher Landschaftsmaler
- Hausmann, Hans (1876–1933), deutscher Verwaltungsjurist und Bezirksamtmann
- Hausmann, Hans (1923–1997), Schweizer Schauspieler, Regisseur, Übersetzer und Hörspielautor
- Hausmann, Hans-Christian (* 1975), deutscher Politiker (CDU) und Rechtsanwalt
- Hausmann, Heinz (* 1941), deutscher Politiker (CSU), MdL
- Hausmann, Heinz (* 1959), deutscher bildender Künstler
- Hausmann, Herbert (1902–1980), deutscher Ökonom und Politiker (SPD)
- Hausmann, Jens (* 1965), deutscher Musiker, Gitarrist, Komponist und Journalist
- Hausmann, Jost (* 1953), deutscher Archivar und Rechtshistoriker
- Hausmann, Julie (1826–1901), deutsch-baltische geistliche Dichterin
- Hausmann, Julius (1867–1942), deutscher Chemiker
- Hausmann, Jürgen (* 1942), deutscher Jurist, Richter am Bundesgerichtshof a. D.
- Hausmann, Jürgen B. (* 1964), deutscher Kabarettist, Autor und RadiomoderatorJürgen B. Hausmann (* 1964)

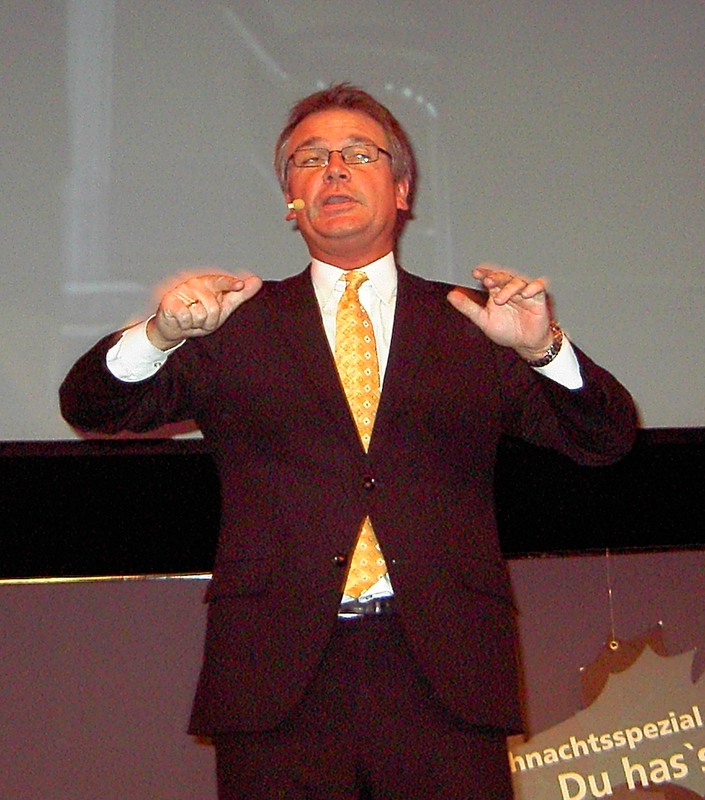
Jürgen B. Hausmann (* 1964)

- Hausmann, Jutta (* 1951), deutsche evangelische Theologin
- Hausmann, Karl (1816–1879), preußischer Generalleutnant und Inspekteur der 4. Feldartillerie-Inspektion
- Hausmann, Karl Friedrich (1829–1899), deutscher Turnpädagoge und -historiker
- Hausmann, Karl Heinz (* 1952), deutscher Politiker (SPD), MdL
- Hausmann, Karl-Heinz (* 1943), deutscher Fußballspieler
- Hausmann, Konrad von (1853–1923), preußischer General der Kavallerie
- Hausmann, Kurt Georg (1921–2004), deutscher Historiker
- Hausmann, Leonhard (1902–1933), deutscher Politiker (KPD)
- Hausmann, Ludwig (1803–1876), deutscher Theaterschauspieler und Komiker
- Hausmann, Magnus (1823–1876), Mitglied der kurhessischen Ständeversammlung
- Hausmann, Manfred (1898–1986), deutscher Schriftsteller
- Hausmann, Markus (* 1988), deutscher Mathematiker
- Hausmann, Max (1875–1948), Schweizer Arzt und Autor
- Hausmann, Natalie (* 1978), deutsche Musikerin
- Hausmann, Nikolaus († 1538), deutscher evangelischer Prediger in Sachsen und Reformator im Fürstentum Anhalt-Dessau
- Hausmann, Otto (1837–1916), deutscher Schriftsteller und Grafiker
- Hausmann, Peter (* 1951), deutscher Journalist, Sprecher der Bundesregierung (1994–1998)
- Hausmann, Rainer (* 1944), deutscher Rechtswissenschaftler
- Hausmann, Raoul (1886–1971), österreichisch-deutscher Künstler des Dadaismus
- Hausmann, René (* 1971), deutscher Journalist, Radiomoderator und SprecherRené Hausmann (* 1971)

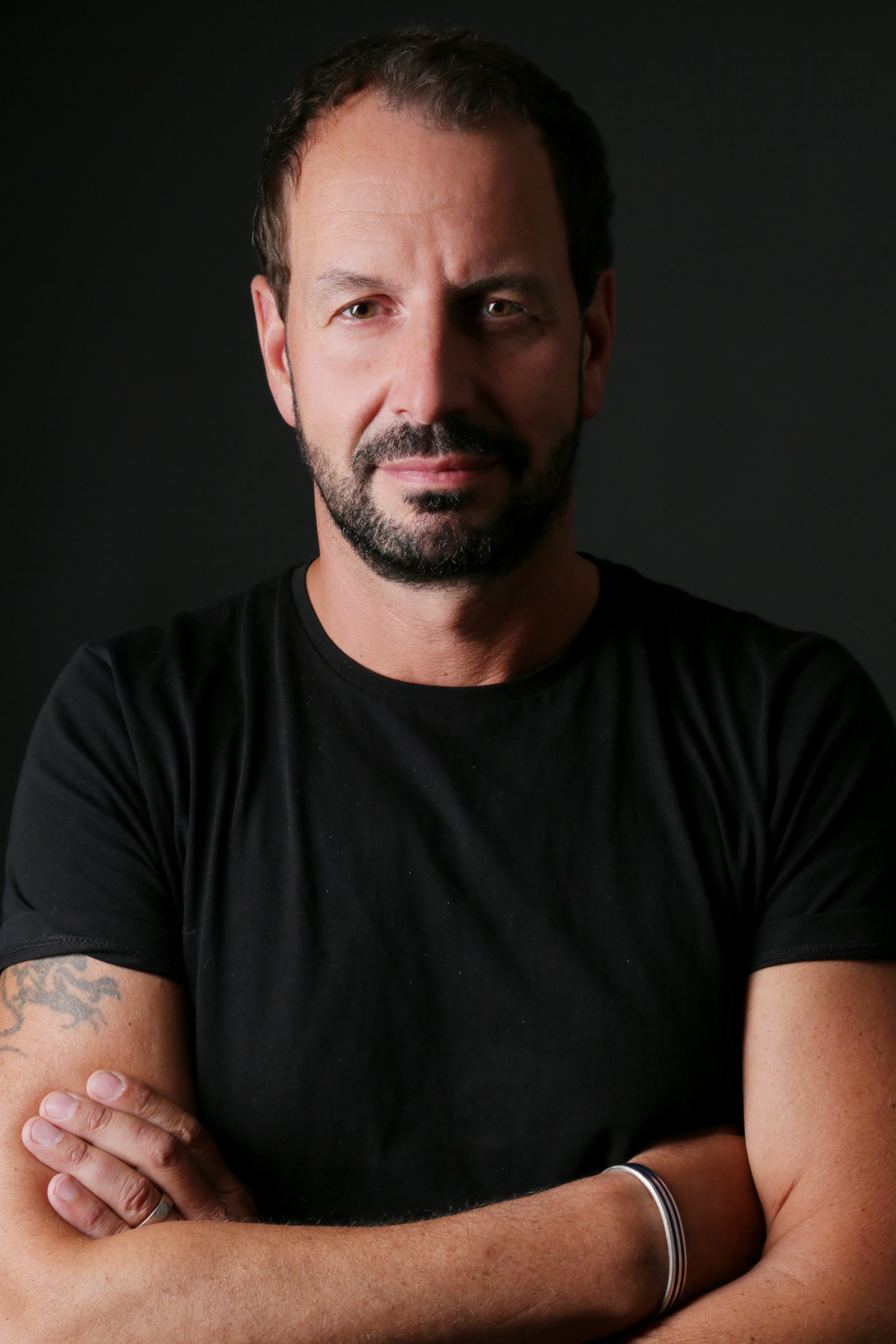
René Hausmann (* 1971)

- Hausmann, Ricardo (* 1956), venezolanischer Ökonom
- Hausmann, Richard (1842–1918), deutschbaltischer Historiker
- Hausmann, Robert (1852–1909), deutscher Cellist und Hochschullehrer
- Hausmann, Roland (1901–1958), österreichischer Politiker (VdU, FPÖ), Landtagsabgeordneter
- Hausmann, Romy (* 1981), deutsche Schriftstellerin, Fernsehjournalistin und Medienberaterin
- Hausmann, Rudolf (1929–2022), deutsch-brasilianischer Mediziner und Genetiker
- Hausmann, Rudolf (* 1954), deutscher Politiker (SPD), MdL
- Hausmann, Sahra (* 1973), norwegische Handballspielerin
- Hausmann, Theodor (1868–1944), belarussischer Internist
- Hausmann, Theodor (1880–1972), deutscher Komponist
- Hausmann, Theodor (* 1963), deutscher Ordensgeistlicher, Abt der Benediktinerabtei St. Stephan in Augsburg
- Hausmann, Till (* 1953), deutscher Bildhauer
- Hausmann, Tina (* 2006), schweizerische Automobilrennfahrerin
- Hausmann, Ulrich (1917–1996), deutscher Klassischer Archäologe
- Hausmann, Ulrich Friedrich (1776–1847), deutscher Tiermediziner und Leiter der Veterinärschule in Hannover
- Hausmann, Ulrike (* 1967), deutsche Blues- und Boogie-Woogie-Pianistin und -Komponistin
- Hausmann, Victor (1858–1920), österreichisch-deutscher Maler
- Hausmann, Werner (1816–1883), deutscher Arzt und Politiker
- Hausmann, Werner (1901–1991), Schweizer Theater-, Hörspielregisseur, Schauspieler, Reporter und Moderator
- Hausmann, Wilhelm (1906–1980), deutscher Maler, Bildhauer und Mosaist
- Hausmann, Wilhelm (* 1970), deutscher Politiker (CDU), MdL
- Hausmann, Willi (1942–2024), deutscher Verwaltungsjurist und Staatssekretär (CDU)
- Hausmann, Wolfgang (* 1933), deutscher Journalist und Autor
- Hausmann, Wolfram (1922–2006), deutscher Geograph und Hochschullehrer
- Hausmann-Hoppe, Hedwig (* 1865), deutsche Malerin
- Hausmann-Kohlmann, Hanna (1897–1984), deutsche Malerin und Scherenschnittkünstlerin
- Hausmann-Lucke, Eva (* 1956), deutsche Juristin und Richterin
- Hausmännin, Walpurga († 1587), bayerische Hebamme, Opfer der Hexenprozesse in Dillingen
- Hausmanninger, Thomas (* 1958), deutscher Theologe
- Hausmeister, Jacob August (1806–1860), schwäbischer und elsässischer Judenmissionar
- Hausmeister, Ruth (1912–2012), deutsche Schauspielerin

### Hausn
- Hausner, Albert (1647–1710), Abt des Klosters Waldsassen
- Hausner, Alfred (* 1894), sudetendeutscher Jurist und Landrat
- Hausner, Alfreda (1927–2019), österreichische Schachspielerin
- Hausner, Bertha (1869–1932), österreichische Schauspielerin
- Hausner, Gideon (1915–1990), israelischer Jurist und Politiker
- Hausner, Hans (1927–2016), deutscher Chemiker und Materialwissenschaftler
- Hausner, Jessica (* 1972), österreichische Filmregisseurin und DrehbuchautorinJessica Hausner (* 1972)

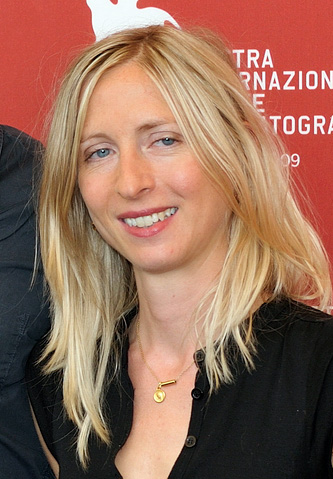
Jessica Hausner (* 1972)

- Hausner, Josef (1902–1968), deutscher Jurist
- Hausner, Otto (1827–1890), österreichischer Politiker
- Hausner, Rudolf (1914–1995), österreichischer Maler und Graphiker der Wiener Schule des Phantastischen RealismusRudolf Hausner (1914–1995)

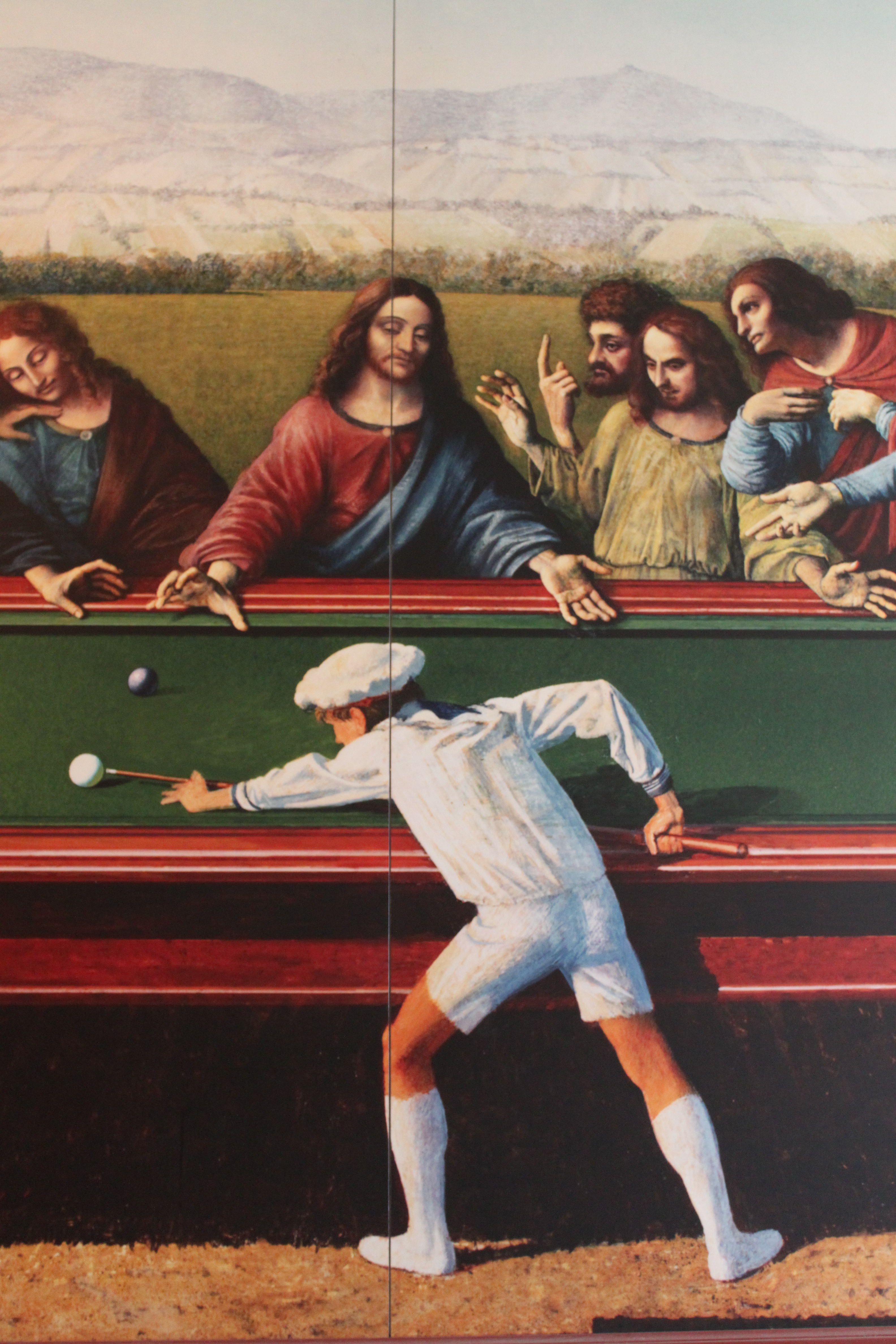
Rudolf Hausner (1914–1995)

- Hausner, Sebastian (* 2000), dänischer Fußballspieler
- Hausner, Siegfried (1952–1975), deutscher Terrorist der Rote Armee Fraktion (RAF)
- Hausner, Tanja (* 1970), österreichische Kostümbildnerin
- Hausner, Wolfgang (* 1940), österreichischer Weltumsegler
- Hausner, Xenia (* 1951), österreichische Malerin und Bühnenbildnerin

### Hauso
- Hausold, Dieter (* 1955), deutscher Politiker (SED, PDS, Die Linke), MdL
- Hausott, Tanja (* 1974), österreichische FIFA-Schiedsrichterin
- Hausotte, Horst (1923–2017), deutscher Maler und Grafiker
- Hausotte, Tino (* 1969), deutscher Hochschullehrer

### Hausr
- Hausrath, Adolf (1837–1909), protestantischer Theologe und Schriftsteller
- Hausrath, August (1865–1944), deutscher Klassischer Philologe und Gymnasialdirektor
- Hausrath, Daniel (* 1976), deutscher Schachspieler
- Hausrath, Hans (1866–1945), deutscher Forstwissenschaftler und Historiker

### Hauss
- Hauss, Adolf (1806–1857), deutscher Verwaltungsjurist
- Hauß, Carl (1855–1942), deutscher Verwaltungsjurist und Präsident des Reichspatentamtes
- Hauss, David (* 1984), französischer Triathlet
- Hauß, Friedrich (1893–1977), evangelischer Theologe, Kirchengeschichtler, Dekan und Autor
- Hauss, Friedrich Christian von (1698–1764), preußischer Generalmajor
- Hauß, Fritz (1908–2003), deutscher Richter, Vizepräsident des Bundesgerichtshofs (1972–1976)
- Hauss, Karl (1871–1925), deutscher Politiker (Zentrum), MdR, Staatssekretär
- Hauß, Ludwig (1871–1941), deutscher Oberst
- Hauss, Melanie (* 1982), Schweizer Triathletin
- Hauß, Philipp (* 1980), deutscher Schauspieler und Theaterregisseur
- Hauss, René (1896–1965), deutsch-französischer Politiker und elsässischer Autonomist
- Hauss, René (1927–2010), französischer Fußballspieler und -trainer
- Haussaire, Fernand (1911–1966), französischer Fußballspieler
- Haußdörfer, Ellen (* 1980), deutsche Politikerin (SPD), MdA
- Haussdörffer, Johann Carl Sigmund (1714–1767), deutscher Orgelbauer
- Haussener, Yves (* 1998), Schweizer Beachvolleyballspieler
- Häusser, Alexander (* 1960), deutscher Schriftsteller
- Hausser, Alfred (1912–2003), deutscher kommunistischer Widerstandskämpfer während der NS-Zeit
- Häußer, Denis (* 1974), deutscher Politiker (AfD)
- Häußer, Detlef (* 1968), deutscher Theologe und Hochschullehrer
- Häusser, Elias David († 1745), deutscher Architekt des Spätbarock
- Häußer, Erich (1930–1999), deutscher Jurist
- Haußer, Friedrich (1875–1963), deutscher Architekt
- Häusser, Friedrich (* 1953), deutscher Kunst- und Antiquitätenhändler
- Hausser, Gérard (* 1941), französischer Fußballspieler
- Haußer, Hermann (1867–1927), deutscher Politiker, Oberbürgermeister von Tübingen
- Hausser, Isabelle (* 1953), französische Verwaltungs- und Dichterjuristin sowie Übersetzerin und Herausgeberin
- Hausser, Isolde (1889–1951), deutsche Physikerin
- Häußer, Karl (1842–1907), deutscher Theaterschauspieler
- Hausser, Karl Wilhelm (1887–1933), deutscher Physiker
- Häusser, Ludwig (1818–1867), deutscher Historiker und liberaler Politiker
- Hausser, Michel (1927–2024), französischer Jazz-Vibraphonist
- Häusser, Otto (1905–1979), deutscher Bildhauer
- Haußer, Paul (1880–1966), deutscher Verwaltungsbeamter
- Hausser, Paul (1880–1972), deutscher Offizier, Schöpfer und Initiator der Waffen-SSPaul Hausser (1880–1972)

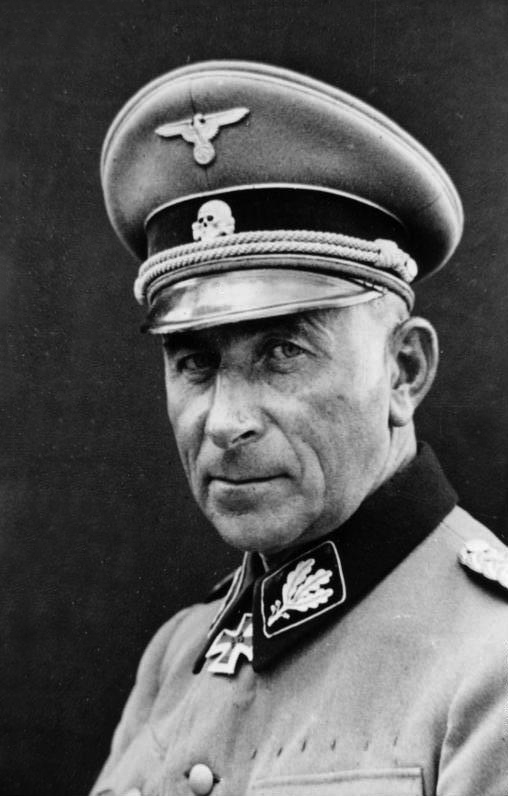
Paul Hausser (1880–1972)

- Häusser, Philip (* 1988), deutscher Fernsehmoderator
- Häusser, Robert (1924–2013), deutscher Fotograf
- Hausser, Roland (* 1946), deutscher Germanist, Computerlinguist und Hochschullehrer
- Haußer, Rudolf (1910–2003), deutscher Lungenfacharzt und -chirurg
- Häusserer, Max (1890–1956), deutscher Polizeibeamter und SS-Führer
- Häussermann, August (1887–1954), deutscher Maschineningenieur und Gründer der Firma LuK
- Häußermann, Cornelius, deutscher Kirchenmusiker
- Häußermann, Dorothee (* 1973), deutsche Schriftstellerin und Klimaaktivistin
- Häussermann, Gotthold (1877–1958), Gutsbesitzer, MdL (Württemberg)
- Häußermann, Hartmut (1943–2011), deutscher Soziologe
- Häussermann, Kurt (1915–1990), deutscher Unternehmer und Erfinder
- Haussermann, Mischa (1941–2021), US-amerikanischer Schauspieler
- Häußermann, Ottilie (1896–1984), deutsche Schriftstellerin
- Häussermann, Reinhold (1884–1947), deutsch-österreichischer Schauspieler
- Häussermann, Walter (1914–2010), deutsch-amerikanischer Raketeningenieur
- Haussernot, Cécile (* 1998), französische Schachspielerin
- Haussherr, Hans (1898–1960), deutscher Historiker
- Haussherr, Reiner (1937–2018), deutscher Kunsthistoriker
- Haussig, Hans Wilhelm (1916–1994), deutscher Byzantinist und Orientalist
- Häussinger, Dieter (* 1951), deutscher Internist und Hochschullehrer
- Haussknecht, Carl (1838–1903), deutscher Pharmazeut und Botaniker
- Haußleiter, August (1905–1989), deutscher Politiker (CSU, DG, AUD, Grüne), MdL Bayern und Journalist
- Haußleiter, Gottlob (1857–1934), evangelisch-lutherischer Theologe, Missionsinspektor und Hochschullehrer
- Haußleiter, Johannes (1851–1928), deutscher lutherischer Theologe
- Haußleiter, Otto (1896–1982), deutscher Staatswissenschaftler und Verwaltungsbeamter
- Haußleiter-Malluche, Renate (1917–1994), deutsche Politikerin (DG, AUD), MdL Bayern
- Häußler, Bernhard (* 1950), deutscher Oberstaatsanwalt
- Häussler, Christa, deutsche Schauspielerin, Hörspiel- und Synchronsprecherin
- Häußler, Danilo (* 1975), deutscher Boxer
- Haussler, David (* 1953), US-amerikanischer Informatiker
- Häußler, Ernst (1761–1837), deutscher Komponist und Musiklehrer
- Häussler, Erwin (1909–1981), deutscher Politiker (CDU), MdL, MdB
- Häußler, Franz (1899–1958), österreichischer Pädagoge
- Häussler, Franz Erdmann (1845–1920), deutscher Genremaler
- Häußler, Hans (1931–2010), deutscher Boxer, Journalist, Maler, Musiker, Kabarettist, Regisseur und Hörspielautor
- Haussler, Heinrich (* 1984), deutsch-australischer RadrennfahrerHeinrich Haussler (* 1984)

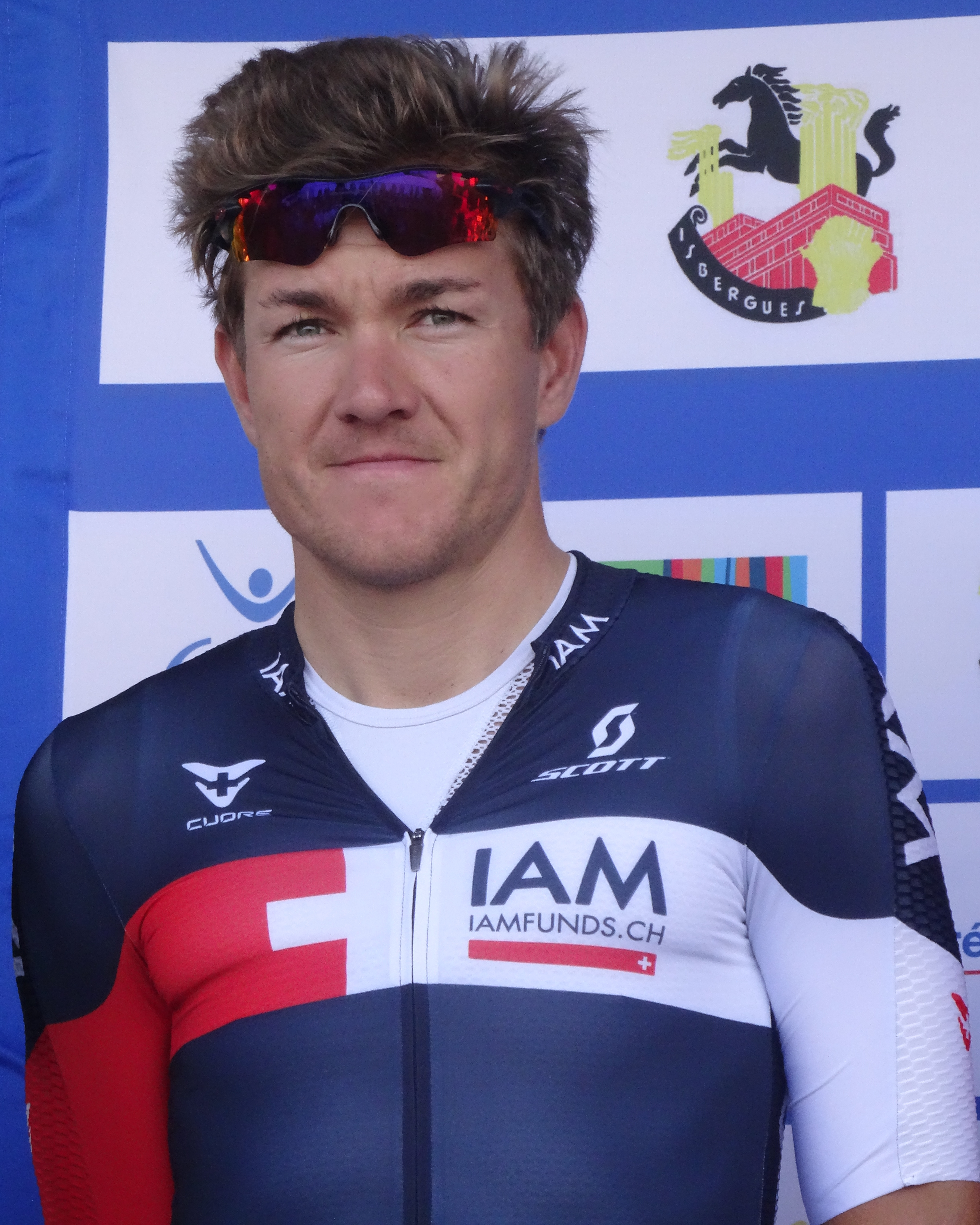
Heinrich Haussler (* 1984)

- Häussler, Heinz (* 1940), deutscher Kunstturner und Windsurfer
- Häußler, Ingrid (* 1944), deutsche Politikerin (SPD), MdL
- Häussler, Iris (* 1962), deutsche Konzept- und Installationskünstlerin
- Häußler, Johannes (1879–1949), deutscher Politiker
- Häußler, Karl (* 1930), deutscher Politiker (CSU), MdL
- Häußler, Marcel (* 1970), deutscher Krimi-Autor und Übersetzer
- Häussler, Maria (1939–2015), deutsche Schauspielerin
- Häussler, Martin, deutscher Filmproduzent, Kameramann, Schnittmeister und Schauspieler
- Häußler, Reinhard (1927–2005), deutscher Altphilologe
- Häussler, Richard (1908–1964), deutscher Schauspieler und RegisseurRichard Häussler (1908–1964)

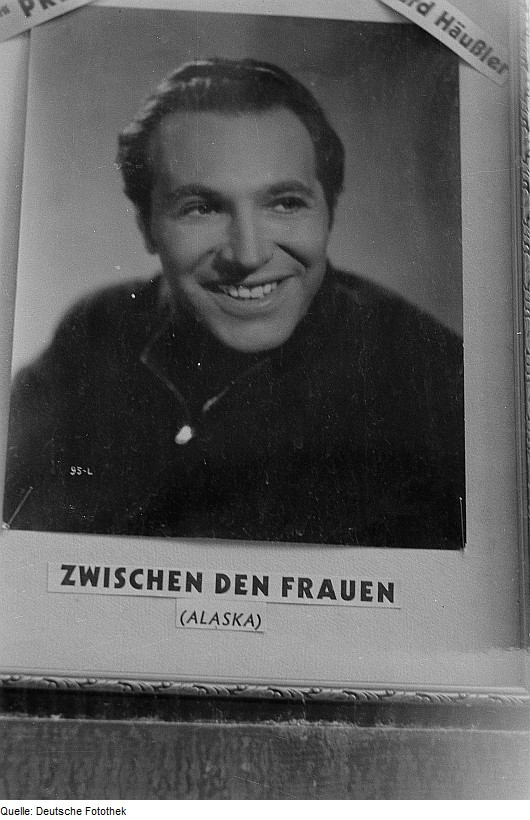
Richard Häussler (1908–1964)

- Häußler, Richard (* 1962), deutscher Jurist, Richter am Bundesverwaltungsgericht
- Häussler, Rudolf (* 1928), deutscher Unternehmer
- Häußler, Siegfried (1917–1989), deutscher Allgemeinmediziner, Verbandsvertreter und Hochschullehrer
- Häußler, Tim (* 1997), deutscher Fußballspieler
- Häußler, Torsten (* 1962), deutscher Fußballspieler
- Häussler, Ulf (* 1966), deutscher Offizier, Brigadegeneral des Heeres der Bundeswehr
- Häußling, Angelus (1932–2017), deutscher römisch-katholischer Theologe und Mitglied des Benediktinerordens
- Häußling, Josef M. (1923–2012), deutscher Rechtswissenschaftler und Hochschullehrer
- Haußmann, Conrad (1857–1922), deutscher Politiker (VP, DtVP, FVP, DDP), MdR
- Haussmann, David (1839–1903), deutscher Humanmediziner, Buchautor und Publizist
- Haußmann, Eberhard (1958–2006), deutscher Ethnologe
- Haußmann, Elias Gottlob (1695–1774), deutscher Maler des Spätbarock
- Haussmann, Emil (1910–1947), deutscher SS-Sturmbannführer
- Haußmann, Erich (1900–1984), deutscher Schauspieler und der Vater des Regisseurs Ezard Haußmann
- Haußmann, Ezard (1935–2010), deutscher Schauspieler und Vater des Regisseurs Leander Haußmann
- Haussmann, Frederick (1885–1956), deutsch-amerikanisch-schweizerischer Rechts- und Wirtschaftswissenschaftler
- Haußmann, Friedrich (1857–1907), deutscher Jurist und Politiker (VP, DtVP), MdR
- Haussmann, Fritz (1873–1951), deutscher NS-Funktionär, Oberbürgermeister von Tübingen
- Haußmann, Fritz (1900–1975), deutscher Politiker (CDU), MdL (Baden-Württemberg) und Gipsermeister
- Haussmann, Georges-Eugène (1809–1891), französischer Präfekt von Paris und StadtplanerGeorges-Eugène Haussmann (1809–1891)

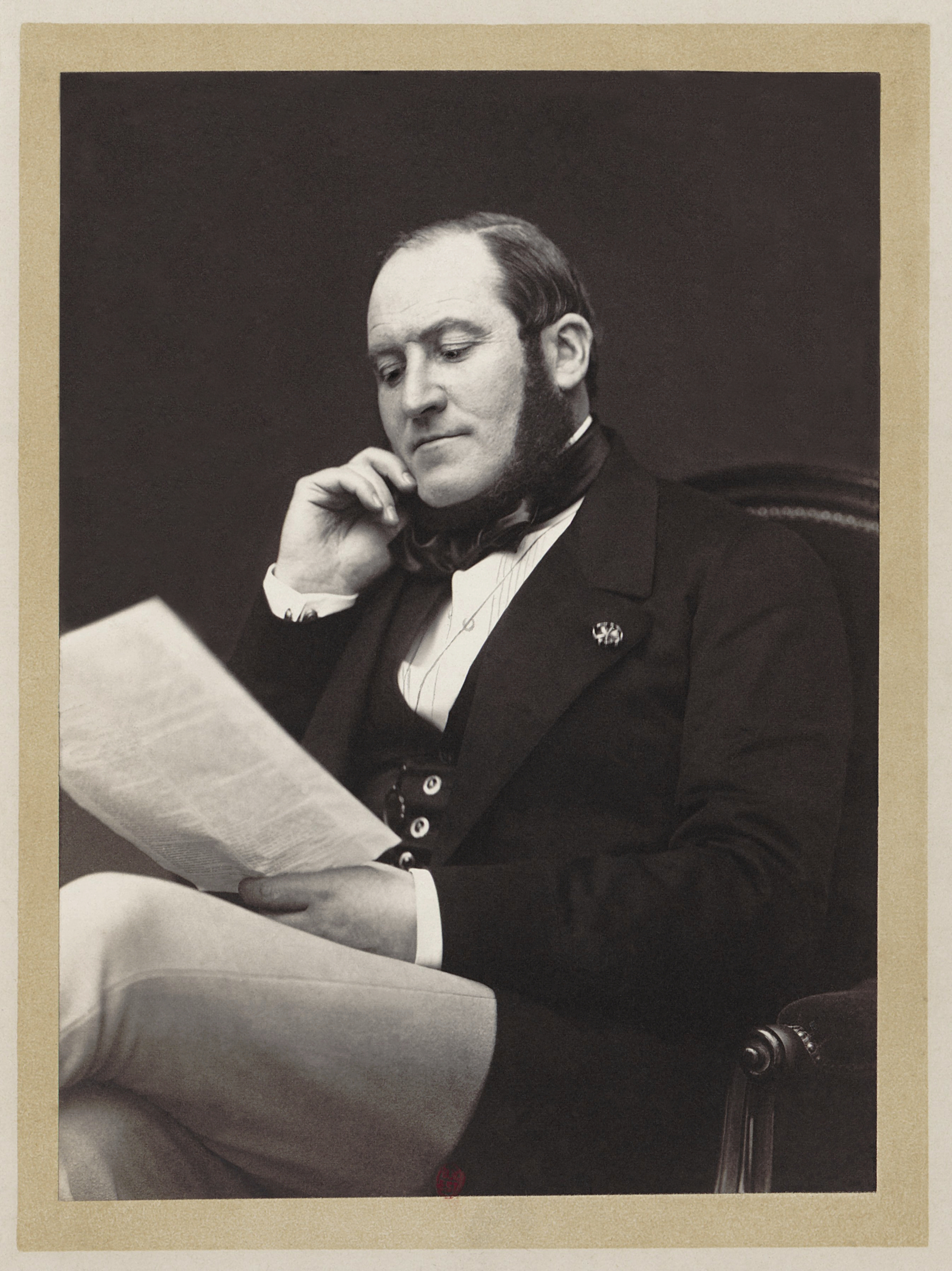
Georges-Eugène Haussmann (1809–1891)

- Haußmann, Hans (1900–1972), deutscher Hockeyspieler
- Haussmann, Helmut (* 1943), deutscher Politiker (FDP/DVP), MdB, Bundeswirtschaftsminister
- Haußmann, Hermann (1879–1958), deutscher Verwaltungsjurist
- Haussmann, Jiří (1898–1923), tschechischer Schriftsteller und Dichter
- Haußmann, Jochen (* 1966), deutscher Politiker (FDP), MdL
- Haussmann, Johann Michael (1749–1824), elsässischer Textilfabrikant und Chemiker
- Haußmann, Julius (1816–1889), deutscher Politiker
- Haußmann, Karl (1860–1940), deutscher Markscheider, Geomagnetiker und Hochschullehrer
- Haußmann, Leander (* 1959), deutscher Film- und TheaterregisseurLeander Haußmann (* 1959)

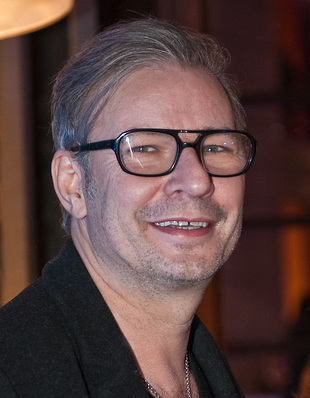
Leander Haußmann (* 1959)

- Haussmann, Nicolas (1760–1846), französischer Tuchhändler und Politiker, Mitglied der gesetzgebenden Nationalversammlung und des Nationalkonvents
- Haussmann, Robert (1931–2021), Schweizer Architekt, Möbelkonstrukteur, Innenarchitekt, Designer und Hochschullehrer
- Haußmann, Sybille (* 1960), deutsche Politikerin (Bündnis 90/Die Grünen), MdL
- Haußmann, Ursula (1953–2012), deutsche Politikerin (SPD), Mitglied im Landtag von Baden-Württemberg
- Haussmann, Valentin, deutscher Komponist
- Haußmann, Werner (1941–2010), deutscher Mathematiker und Hochschullehrer
- Haußmann, Wolfgang (1903–1989), deutscher Politiker (FDP/DVP), MdL, Justizminister Baden-Württemberg
- Haussmann-Högl, Trix (* 1933), Schweizer Innenarchitektin
- Haußner, Christoph (* 1958), deutscher Maler und Grafiker
- Haussner, Gert (* 1963), österreichischer Musiker
- Häußner, Karl (1882–1955), badischer Verwaltungsbeamter
- Häußner, Ludwig Paul (* 1958), deutscher Pädagoge, Wirtschafts- und Erziehungswissenschaftler und Autor
- Haußner, Michael (* 1954), deutscher Politiker, Staatssekretär in Thüringen
- Haußner, Robert (1863–1948), deutscher Mathematiker
- Haußner, Wilhelm Adolph (1819–1849), deutscher Arzt und Stadtverordneter in Pirna, Revolutionär (1848/49) und Aufständischer beim Dresdner Maiaufstand (1849)
- Haussonville, Bernhard Clairon d’ (1795–1857), preußischer Generalmajor
- Haussonville, Joseph d’ (1809–1884), französischer Politiker und Historiker
- Haussonville, Paul-Gabriel d’ (1843–1924), französischer Politiker, Philanthrop, Historiker, Literarhistoriker und Mitglied der Académie française
- Haussperger, Martha (1925–2013), deutsche Internistin und Altorientalistin
- Haussühl, Siegfried (1927–2014), deutscher Mineraloge und Kristallograph
- Haußwald, Gottlob Fürchtegott († 1882), sächsischer Landwirt und Politiker
- Haußwald, Günter (1908–1974), deutscher Musikwissenschaftler
- Hausswolff, Anna von (* 1986), schwedische Sängerin, Pianistin, Organistin und LiedermacherinAnna von Hausswolff (* 1986)

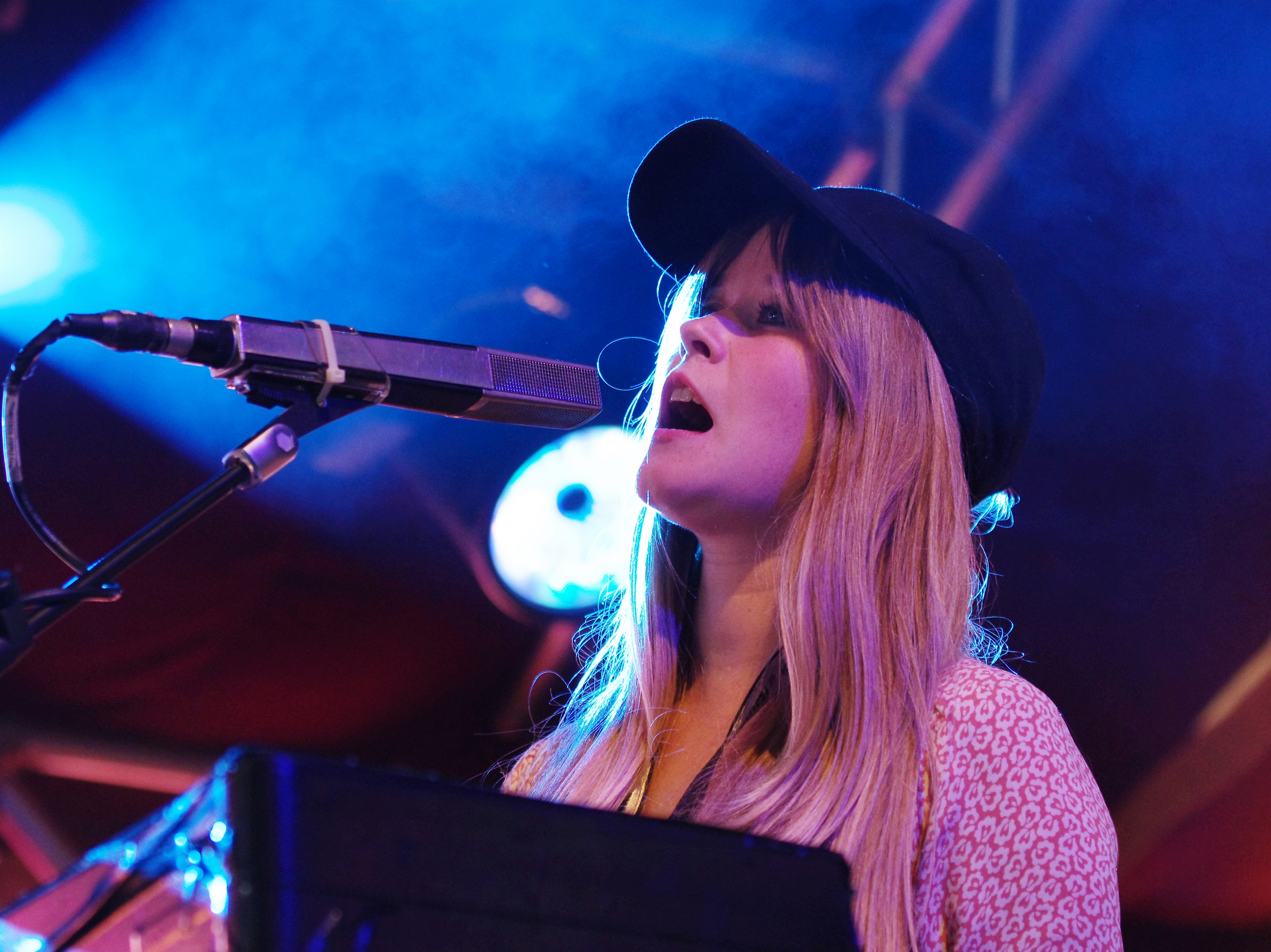
Anna von Hausswolff (* 1986)

- Hausswolff, Carl Michael von (* 1956), schwedischer Musiker
- Hausswolff, Maria von (* 1985), schwedische Kamerafrau

### Haust
- Haust, Jean (1868–1946), belgischer Romanist und Dialektologe
- Haustein, Beatrix (1974–2002), deutsche Schriftstellerin
- Haustein, Dennis (* 1990), deutscher Politiker (CDU)
- Haustein, Hans (1894–1933), deutscher Arzt
- Haustein, Hans-Joachim (* 1942), deutscher Radsportler
- Haustein, Heinz-Peter (* 1954), deutscher Politiker (FDP), MdBHeinz-Peter Haustein (* 1954)

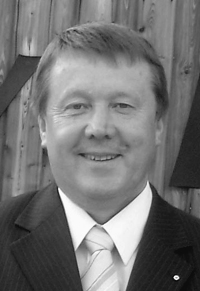
Heinz-Peter Haustein (* 1954)

- Haustein, Hermann Theodor (1814–1873), deutscher Jurist und Politiker, MdL (Königreich Sachsen)
- Haustein, Jens (* 1956), deutscher Germanist
- Haustein, Jörg (1957–2004), evangelischer Theologe und Universitätsprofessor
- Haustein, Knut-Olaf (1934–2006), deutscher klinischer Pharmakologe
- Haustein, Kurt (* 1912), deutscher Turner
- Haustein, Matthias (* 1965), deutscher Tischtennisspieler und -trainer
- Haustein, Mike (* 1974), deutscher Chemiker und Heimatforscher
- Haustein, Paul (1880–1944), deutscher Goldschmied
- Haustein, Rainer (* 1966), deutscher Schauspieler
- Haustein, Uwe-Frithjof (* 1937), deutscher Arzt, Dermatologe, Venerologe Allergologe und Hochschullehrer
- Haustein, Werner (1894–1959), deutscher Jurist und Eisenbahnbeamter
- Haustein, Wolfgang (1941–2022), deutscher Fußballspieler
- Hausteiner, Eva Marlene (* 1983), deutsche Politikwissenschaftlerin
- Haustermans, Karin (* 1962), belgische Onkologin und Hochschullehrerin

### Hausw
- Hauswald, August Wilhelm (1749–1804), deutscher Archivar, Übersetzer und Kanzlist
- Hauswald, Hans (* 1906), deutscher Ingenieur und SA-Führer
- Hauswald, Harald (* 1954), deutscher Fotograf
- Hauswald, Herbert (* 1912), deutscher Radrennfahrer
- Hauswald, Martin (* 1982), deutscher Fußballspieler
- Hauswald, Peter (1948–2023), deutscher Kommunalpolitiker (Freie Wähler)
- Hauswald, Simone (* 1979), deutsche BiathletinSimone Hauswald (* 1979)

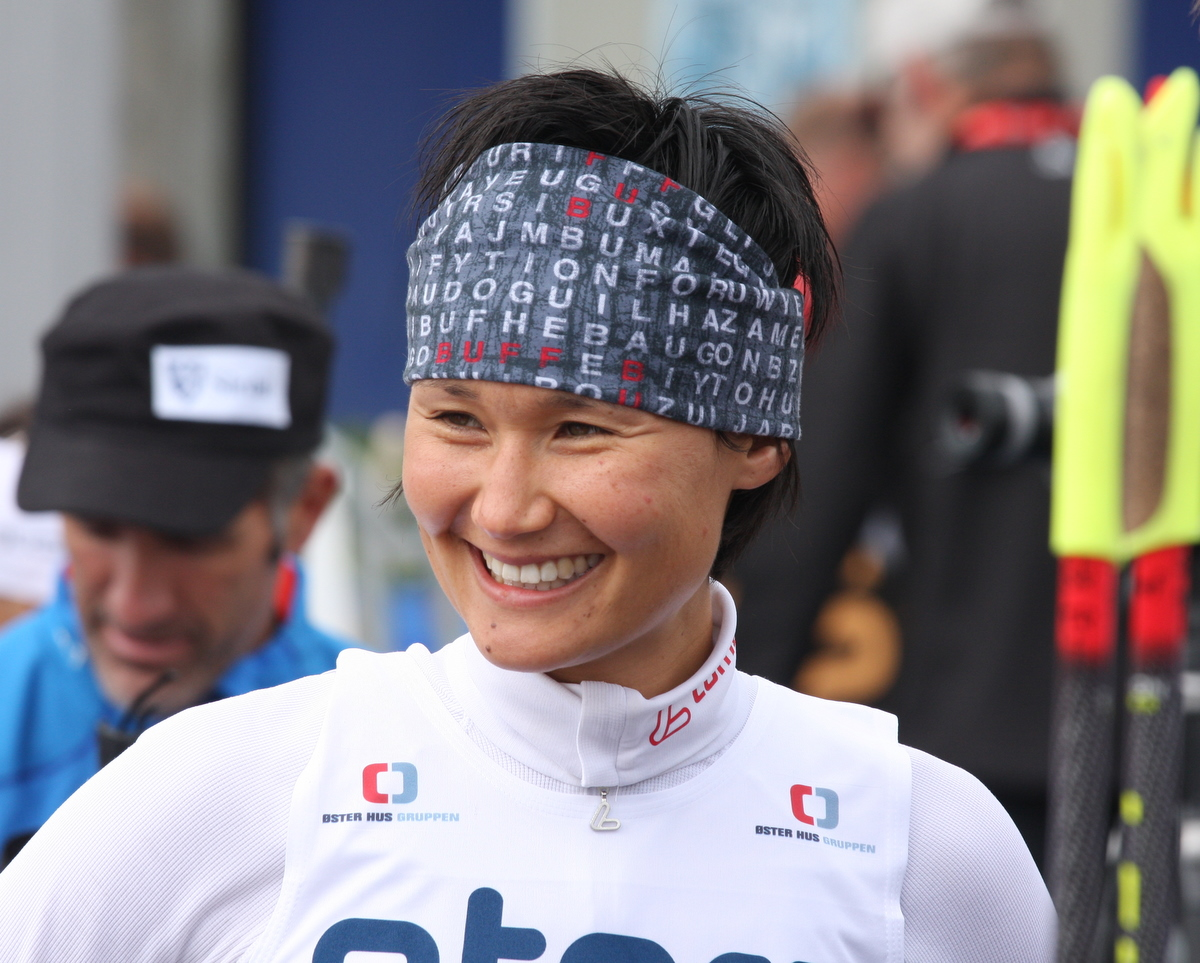
Simone Hauswald (* 1979)

- Hauswald, Steffen (* 1963), deutscher Biathlet und Biathlontrainer
- Hauswaldt, Hans (1851–1909), deutscher Kaufmann, Unternehmer, Fotograf und Kristallograph
- Hauswaldt, Johann Wilhelm (1846–1900), Unternehmer
- Hauswedell, Corinna (* 1953), deutsche Historikerin
- Hauswedell, Ernst (1901–1983), deutscher Verleger, Kunsthändler, Antiquar und Bibliophiler
- Hauswehr, Liborius Hausner von (1834–1925), österreichischer Feldmarschall
- Hausweiler, Markus (* 1976), deutscher Fußballspieler
- Hauswirth, Benz (* 1967), Schweizer Skispringer
- Hauswirth, Christian (* 1965), Schweizer Skispringer
- Hauswirth, Dieter (1951–2022), deutscher Lehrer und Oberbürgermeister von Metzingen
- Hauswirth, Ernest (1818–1901), österreichischer Ordensgeistlicher, Abt des Schottenstiftes
- Hauswirth, Felix (* 1955), Schweizer Dirigent und Fachmann für Bläsermusik und Dirigieren
- Hauswirth, Frieda (1886–1974), Schweizer Schriftstellerin, Malerin und Feministin
- Hauswirth, Hans (1878–1914), Offizier der Gemeinsamen Armee
- Hauswirth, Johann Jakob (1809–1871), Schweizer, Künstler, Scherenschnitt
- Hauswirth, Manfred (* 1966), österreichischer Informatiker
- Hauswirth, Sabine (* 1987), Schweizer Orientierungsläuferin
- Hauswirth, Sandro (* 2000), schweizerischer Skispringer

### Hausz
- Hauszler, Károly (1952–2023), ungarischer Wasserballer
- Hauszmann, Alajos (1847–1926), ungarischer ArchitektAlajos Hauszmann (1847–1926)

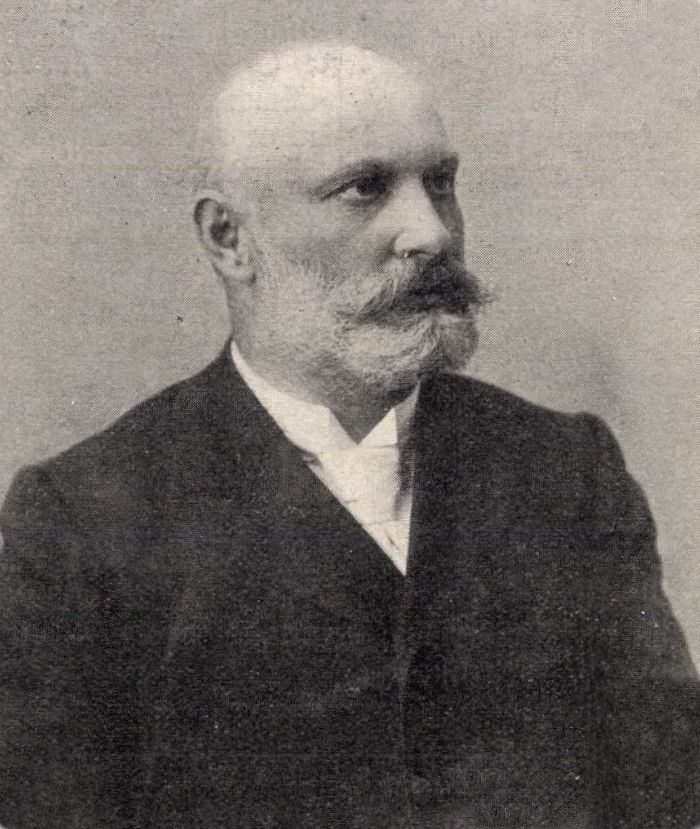
Alajos Hauszmann (1847–1926)